# ふたりはプリキュア
『ふたりはプリキュア』（PRETTY CURE）は、2004年2月1日から2005年1月30日まで、朝日放送の制作により、テレビ朝日系列で毎週日曜8時30分から9時（JST）に全49話が放送された、東映アニメーション制作のテレビアニメ作品。『プリキュアシリーズ』第1作。

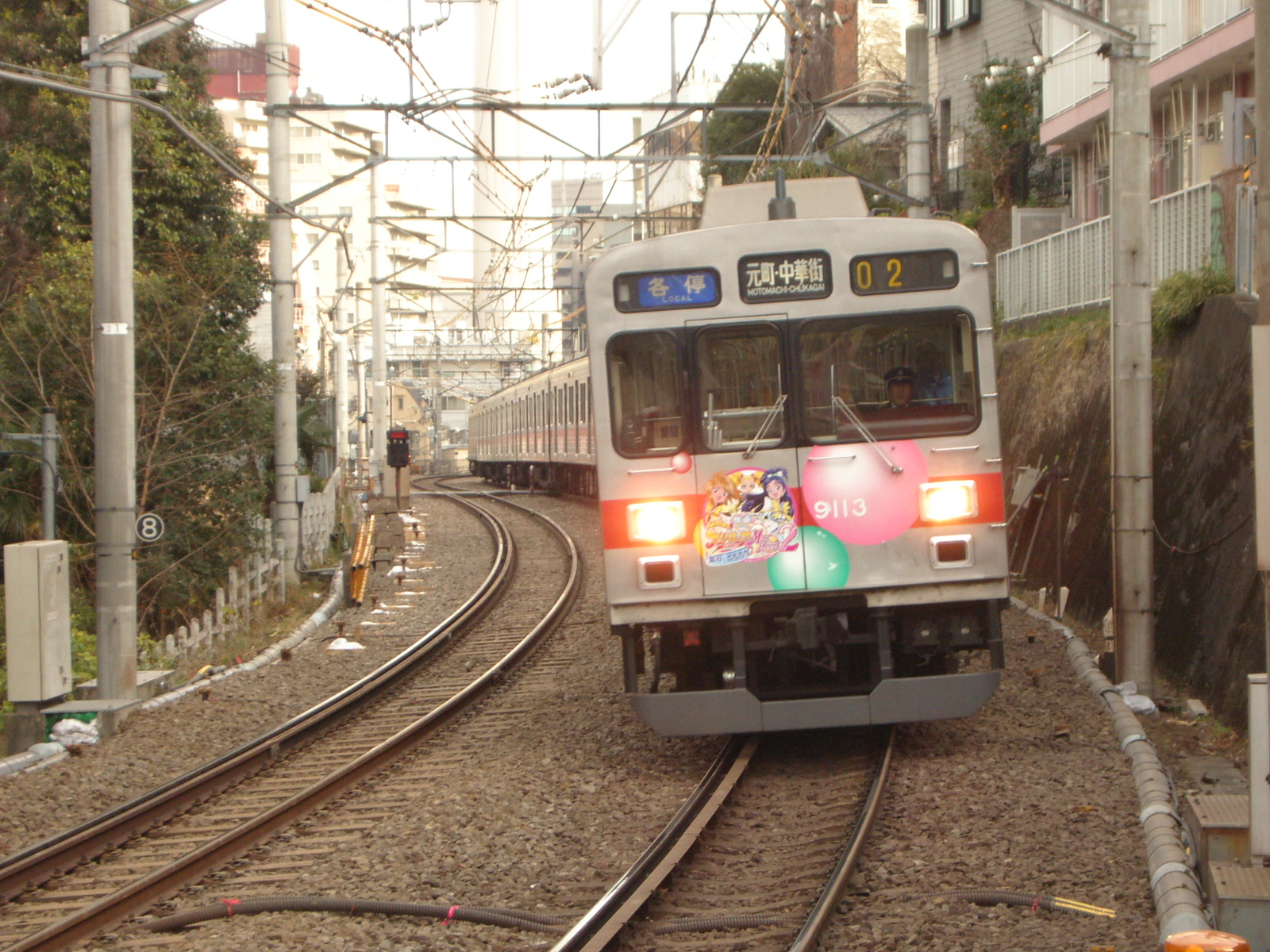
東横線用9013Fによるプリキュアトレイン（2005年12月25日 / 代官山駅）

本項目では『ふたりはプリキュア』の続編であり、2005年2月6日から2006年1月29日まで、同時間帯にて全47話が放送された第2作『ふたりはプリキュア Max Heart』（ふたりはプリキュア マックスハート）についても併せて取り扱う。以下、本項目では第1作を『無印』または第1期、第2作を『MaxHeart』または『MH』と表記する。

## 概要
視聴対象が主に幼稚園から小学校中学年までの女児であるのは前年度までと同様だが、本作品ではこれまでの朝日放送制作による日曜8時台後半のテレビアニメに関わってきたスタッフを大幅に一新し、併せて同時間帯における既存の作品とは一線を画した作風となった。
市街戦中心でマーシャルアーツを用いた肉弾戦主体のアクションと、戦うバディ物としての友情、それにヒーロー物としての周囲の人間関係の過程を描くことに重きを置いた作劇が特徴である。本作品がこのような作風となった要因として、まずプロデューサーの鷲尾天が報道から転職した門外漢であったことに加え、女児向け作品のノウハウがないまま仕事を任されたことが、要因のひとつとして挙げられる。また、『ドラゴンボール』『エアマスター』などで頭角を現したシリーズディレクターの西尾大介は格闘描写や、『金田一少年の事件簿』で見せた静的描写による類まれな演出力に定評があったが、一方で女児物の経験が一切無かったため「うまくいかなかったら、謝って逃げちゃおうか」と、当たって砕けろの精神で引き受けることになる。結果的に本作品は、西尾のこれまでの演出や思想、感情表現における総決算的な作品となった。その他、性別によってターゲットを限定するようなマーケティングに対する強い警戒心も見せており、総体としてこれまでの戦闘物や女児向け作品に対する強い批判性を含みながら、本作品に挑んだことが窺える。マーケティングに囚われることなく、戦いに対する強い警戒心や命の扱われ方とその現実、勢力問わず各々が抱える運命に対する反抗など、骨太なテーマの追及も試みられた。
キャラクターデザインは『ドラゴンボール』シリーズで活躍し、『夢のクレヨン王国』以降本時間帯のテレビアニメに参加し続けていた稲上晃がコンペで選ばれた。鷲尾からの「目が大きくて顎の無い流行りの顔立ちに反発すること」、西尾からの「目元の鋭さや凛々しさ、服の着こなしや立ち居振る舞い、格闘に支障のない機能性ある服装、要所でリアリティのある骨格」を意識するという要望に応えたデザインと、総作画監督としての膨大な仕事量を抱えた。漫符表現の禁止、あざとい芝居の撤廃、人物を内股で立たせない、流背禁止、といったストイックな作品造りも志向された。
「ふたり」というタイトルには、刑事ドラマのバディ・相棒の構図を意識していたこと、それに物語上必要のない主要キャラを出さないという宣言、この2つの意味合いが込められている。本作品の制作にあたって参考にした刑事物の作品として、鷲尾は映画『48時間』や『ダーティハリー』、それにテレビドラマ『噂の刑事トミーとマツ』を、西尾は『白バイ野郎ジョン&パンチ』をそれぞれ挙げている。
本作品のストーリーは中盤に1つの大きな山場があり、それまでの戦いに決着がついた上で新たな敵が現れる展開になっている。これをもって、本作品が当初は半年間の放送の予定であったのが、1年間へと延長されたとする説があるが、誤りである。1年間の放送であることは当初から決定されており、中盤に山場があるのは物語がダレないようにするための意図的な構成であった。。
後述の通り本作品は好評を博し、第2期である『Max Heart』が制作された。第2期のタイトルを決めるに当たっては、なかなかタイトルを決めることができず、締切日ぎりぎりまで考えた挙句鷲尾と西尾が「もういっぱいいっぱいだね」と話したことから『Max Heart』とした。このため、実際のストーリーの内容とは直接関係ないものとなっている。

### 評価
「50億円売れれば大成功」と言われる女児向け玩具市場において、100億円以上のバンダイの玩具によるキャラクター収入を打ち出し（2年目は120億円以上を記録）、玩具業界の常識を覆した。1年目の主力アイテムである「カードコミューン」と「プリティコミューン」は、それぞれ60万個以上と20万個以上を販売して2004年の玩具売上1位2位を独占し、2年目の「ハートフルコミューン」も62万個以上を販売し2005年玩具売上1位を達成し「タッチコミューン」は37万個以上を販売した。
商業面以外でも、視聴率は1年目平均7.3%・2年目平均7.9%と、前作『明日のナージャ』（平均6.8%）からも上昇し、なかでもターゲット層視聴率（4 - 6歳の女児）では1年目は最高58.0%、（4 - 6歳の男児）に最高42.7%、2年目は（4 - 6歳の女児）に最高62.5%という高い数字を記録。この他2005年には東京国際アニメフェア内の東京アニメアワードにて「テレビ部門優秀作品賞」を受賞した。

### 日本国内での放送
| 放送局                             | 放送曜日 時間      | 備考                                                                         |
| ---------------------------------- | ------------------ | ---------------------------------------------------------------------------- |
| 朝日放送（制作局）・テレビ朝日系列 | 日曜日 8:30 - 9:00 | 同時ネット 字幕放送                                                          |
| 山陰放送（TBS系列）                | 土曜日 7:00 - 7:30 | スポンサードネット 遅れネット                                                |
| 宮崎放送（TBS系列）                |                    | 番組販売 遅れネット 『Max Heart』は未放送                                    |
| 福井テレビ（フジテレビ系列）       | 平日 15:00 - 15:55 | 2005年4月1日、4月4日 - 4月6日の計4日間に第1シリーズの一部（計8話分）のみ放送 |

番組の本放送終了後も、TOKYO MXを始めとする独立テレビ局、BS11、アニマックス、テレ朝チャンネル1などのBS・CSの専門チャンネルにおいて、複数回にわたり再放送が行われており、2016年10月からはキッズステーションにて、第1期をHD画質にリマスタリングした「デジタルリマスターHD版」が放送されていた。
また、後述のひかりTVやアニメ配信サービスの東映アニメオンデマンド及びdアニメストアなどの提携サービス、AbemaTV、Amazonビデオ（2018年からは第1期がプライム対象）などでも配信が行われている。東映アニメーション創立60周年となった2016年には公式YouTubeチャンネルで他の作品とともに第1話の配信を開始、2018年7月からはシリーズ開始15周年と後述の映画最新作公開記念で期間限定で第1期のYouTubeでの全話配信を行っている。2017年3月には『映画 プリキュアドリームスターズ!』の公開記念として3日間に渡って第1期の全話一挙放送をニコニコ生放送で行った。

### 海外での放送
ドイツ
m4eがドイツ語圏での放映権や出版権などを取得し、2005年9月5日からRTL IIで放送子ども向けアニメ情報番組枠Pokitoで放送された。ただし「MH」編は放送されていない。
イタリア
『ふたりはプリキュア』
2005年10月17日から、2006年2月8日までRai 2で放送されていた。
『ふたりはプリキュア Max Heart』
2007年5月4日から、7月30日までRai 2で放送されていた。
韓国
2005年12月5日から、2006年11月27日までSBSで放送されていた。
台湾
『ふたりはプリキュア』
2005年12月31日から東森幼幼台（YOYO TV）で放送。
『ふたりはプリキュア Max Heart』
2006年12月9日から東森幼幼台（YOYO TV）で放送。
タイ
2006年2月11日からModernine TVで放送。
香港
『ふたりはプリキュア』
2006年7月16日から無綫電視の翡翠台（TVB Jade）で放送。
『ふたりはプリキュア Max Heart』
2007年10月23日から無綫電視の翡翠台（TVB Jade）で放送。
スペイン
2006年9月18日からCuatro TVで放送。
カナダ
2009年3月6日からYTVで放送。
イギリス
2010年9月6日からPopGirlで放送。

## あらすじ
ふたりはプリキュア
世界を闇に染めようとする悪の勢力・ドツクゾーンは、7つのプリズムストーンを奪うため「光の園」を侵略していた。ドツクゾーンの首領であるジャアクキングはプリズムストーンを7つ揃える事で自身を蝕んでいる「総てを食い尽くす力」を払拭し永遠の存在になる事を目論む。力により身動きが出来ないジャアクキングは自身の分身であるダークファイブに5つものプリズムストーンを奪わせることに成功する。光の園の妖精・メップルとミップルは残りのプリズムストーンを携え「虹の園」（地球）に逃げ込むこととなる。その妖精達を偶然発見したベローネ学院女子中等部の2年生・美墨なぎさと雪城ほのかは、妖精を追いかけてきたドツクゾーンの怪物・ザケンナーに突然襲われてしまう。なぎさとほのかは危機に陥る中、妖精たちと出会い、伝説の戦士・プリキュアに変身し、それぞれキュアブラックとキュアホワイトとしてザケンナーと戦うことに。こうして性格も得意分野も全く異なる2人がプリキュアとしてコンビを組み、ドツクゾーンからプリズムストーンを奪還する戦いに挑むこととなる。
ふたりはプリキュア Max Heart
ドツクゾーンとの戦いが終わり、妖精たちは永遠の眠りにつき、なぎさとほのかは普通の女子中学生として3年生に進級。しかし光の園では先の戦いで傷ついたクイーンが12のハーティエルに分裂して虹の園に散らばってしまうという事件が起こっていた。一方、虹の園ではジャアクキング復活を目論む闇の四天王が集結。この新たな危機に、眠っていたはずのメップルとミップルが再び目を覚まし、なぎさとほのかは再びプリキュアとして戦うことを決意する。そしてポルンも目を覚まし、3人目の戦士・シャイニールミナスとして覚醒した謎多き少女・九条ひかりをポルンのパートナーに迎え、闇の力と戦いながらクイーンを復活させるために3人でハーティエル集めをすることとなる。

## 登場人物

### プリキュア
美墨 なぎさ（みすみ なぎさ） / キュアブラック
声 - 本名陽子
本作品の主人公。茶髪のショートヘアの少女。一人称は「わたし」で、口癖は「ありえな〜い!」。10月10日生まれの天秤座で、血液型はO型。私服は、ピンク色のジャケットにスカートを着用していて、ピンク色の靴下に黒のスニーカーを履いている。
活発で強いリーダーシップを持つ一方、人間関係には慎重で繊細な心を持つ。他人にも自分にも甘い。
スポーツ万能であり、所属するラクロス部では2年生にしてエースを務め、『MH』ではキャプテンに選ばれている（背番号は7）。ただし、水泳やウィンタースポーツは不得意である。
終わりの見えない厳しい戦いに巻き込まれる葛藤を抱きながらも、雪城ほのかとの喧嘩や共闘、学校の先輩にあたる藤村やクラスメイト、部活の仲間や後輩といった様々なコミュニティにおける人間関係を経て、より人間的に成長していく。
両親と弟とともにマンションで暮らしている。
初登場時は「私立ベローネ学院女子中等部」の2年桜組に在籍しており、『MH』では「3年桜組」に進級している。
雪城 ほのか（ゆきしろ ほのか） / キュアホワイト
声 - ゆかな
もう1人の主人公。黒色のロングヘアの少女。一人称は「わたし」。4月4日生まれの牡羊座で、血液型はB型。私服は、水色のブラウスの上にカーディガンをはおりマキシスカートを着用して、ミュールを履いている。
礼儀正しい性格であり、ある程度親しい相手も「さん」「くん」付けの苗字で呼んでいる。
他人にも自分にも厳しい正直な性格から他人の気持ちを考えて接する事を不得手としており、美墨なぎさやキリヤとの衝突を起こした。そういった人間関係の本気のぶつかり合いを乗り越える事で、辛い戦いの中で人間的な成長を遂げる事となる。
学業成績はいつも学年トップになっており、とくに理系学問が得意分野のため、科学者のブレキストン博士を敬愛している。また、周囲から「薀蓄女王」とあだ名されるほどの博学かつ好奇心旺盛な一面もある。
科学部に所属しており、独創的な実験を積極的に行っている。『MH』では部長を務めており、慣れない役回りに右往左往しながらも部員たちを纏め上げるまでに成長していく。
両親は海外でアートディーラーをしており、蔵や広い庭のある大きな日本家屋で祖母のさなえと飼い犬・忠太郎とともに暮らしている。
初登場時は「私立ベローネ学院女子中等部」の2年桜組に在籍しており、『MH』では「3年桜組」に進級し、クラス委員を務めている。
九条 ひかり（くじょう ひかり） / シャイニールミナス
声 - 田中理恵
『MH』から登場した少女で、髪型は金髪を後ろで束ねて三つ編みにしている。一人称は「わたし」。9月9日生まれ、血液型はAB型。私服はオフショルダーのトップスを着用して、デニムパンツを穿いている。
基本的に引っ込み思案な性格だが、芯は強い。学業の成績は優秀である。
自分自身が何者か分からないまま学校生活を送る事となったが、なぎさやほのか、多幡奈緒や加賀山美羽、アカネといった人間関係を経てアイデンティティを確立していく事となる。自身の正体は3つに分裂したクイーンの生命であったが、クイーンとしての運命では無く自分自身の選択で最終決戦に臨んだ。
プリキュアの戦いを偶然目撃し、ポルンとの出会いを経て「シャイニールミナス」として覚醒する。
ふだんはアカネの従妹として、「TAKO CAFE」の手伝いをしながら同居している。また、「私立ベローネ学院女子中等部」の1年桃組にも転入している。

### 光の園
メップル・ミップル・ポルン・ルルンなどの妖精たちが住まう世界。豊かな自然に囲まれており、壮麗な城に住むクイーンが女王として治めている。
永遠の命を与えるという7つの「プリズムストーン」がある。
クイーン
声 - 松谷彼哉
「光の園」を治めている、慈愛に満ちた女王。金色の巨人のような姿をしている。光の意志が具現化した存在。
右肘を手摺に乗せて頬杖をついて玉座に座り、左手にハート型のリングを持ち、玉座の後ろには後光のようなレリーフがある。
奥ゆかしい物腰をしており、いつも暖かい目ですべてを見守っている。
通常は玉座から立つことはないが、ジャアクキングが光の園に侵攻してきた際には自ら立ち上がって戦った。
『MH』ではジャアクキングが滅ぶ間際に放った攻撃で傷を負い、「こころ」「生命」「12の意志（ハーティエル）」に分裂する。「こころ」は「生命」の部分であるひかりを側で見守る。
ひかりがクイーンに戻ることを決意し、12のハーティエルが「チェアレクト」に集結したことで最終決戦で復活し、プリキュアやシャイニールミナスとともにジャアクキングの打倒に成功した。
長老
声 - 中博史
クイーンの側用人で、クイーンとともに「光の園」を見守っている。
園の歴史に詳しいが、歳のためか物忘れがあり、なぎさ、ほのか、ひかりの名前をしばしば間違えている。また、記憶を自分の都合のいいように変える一面もあるが、プリキュアに的確なアドバイスも与えている。
プリキュアをよく「プリキュラ」と呼びまちがえており、ともにいることが多かったポルンにも影響をおよぼしている。
ドツクゾーンによって光の園が侵略され、「プリズムストーン」の7つ中5つが奪われた際、残り2つを守るべくメップルとミップルに石を託して「虹の園」へ脱出させた。
『MH』ではクイーン消滅という緊急事態をプリキュアに報せに来た際、一時的になぎさおよびほのかの家に居候になったことがあり、いろいろと迷惑をかけていた。
ゲーム『Yes!プリキュア5GoGo! 全員しゅーGo!ドリームフェスティバル』では、同作品のオープニングムービーの終盤でウィズダムとともに1カットのみ登場している。
ウィズダム
声 - 松野太紀
総てを生み出す力をもつ7つの石「プリズムストーン」を守護している、「プリズムホーピッシュ」に宿る番人。
気の抜けたような喋り方をしているが、番人としての責任感が強く、ポルンがプリズムストーンでお手玉をしたときには激怒する。
メップルやミップルから男前とみられている。また、愛読書は『ふたりもプリプリ』というマンガ。
光と闇の狭間を漂う能力を有している。また、彼の存在はイルクーボ以外にはそれほど知られていない。
ベルゼイらの襲撃をうけた際に、偶然その場に居合わせたポルンの体内にプリズムストーンの力を移した。そのあとは、一時的にドツクゾーンに捕まっていた。
『MH』ではクイーン消滅の危機を知らせるため長老とともに「虹の園」に赴き、クイーンの「生命（ひかり）」の存在を確認するまでの間なぎさとほのかの家で暮らしていた。
第1期ではプリズムホーピッシュとともに移動していたが、光の園の丘の祭壇にプリズムホーピッシュが納められたことにより、自由に行動できるようになった。

#### 妖精
全員、虹の園では特定のプリキュアのサポートを担当し、それぞれの自宅で生活する。
メップル
声 - 関智一
「プリズムストーン」を守る使命をもつ「選ばれし勇者」で、ミップルを追って「虹の園」にやってきた。パートナーはなぎさ。語尾は「メポ」で、一人称は「ボク」または「メップル」。
ワガママであり、大食いかつ寝てばかり。同じくワガママなポルンと衝突することも多い。
なぎさとはケンカが絶えないが、かなり気の合うパートナー同士で、別れと再会のときには涙を流している。
ミップルとは相思相愛の関係にあり、ところかまわずいちゃつく(これはシカルプにも指摘されている)。
普段は「カードコミューン」としてなぎさの懐に入っている。クイーンのプリキュアカードをスキャンして、なぎさをキュアブラックに変身させる。
虹の園に来る際に「プリズムホーピッシュ」を紛失、ミップルを激怒させてしまう。初めて虹の園に来たときは、尾にプリズムストーンの赤い宝石「ルビー」を入れていた。
『MH』ではジャアクキング打倒後、ミップルやポルンたちと役目を終えて永遠の眠りにつくはずだったが、新しい闇の襲来で「ハートフルコミューン」として復活、プリキュアハートでなぎさを再びブラックに変身させる。
オールスターズ映画においても、相変わらずなぎさとのケンカは健在のままだった。
ミップル
声 - 矢島晶子
メップル同様に「虹の園」にやってきた「希望の姫君」。パートナーはほのか。語尾は「ミポ」で、一人称は「わたし」または「ミップル」。
メップルより1日早く虹の園へやってきたが、虹の園とは時間の流れが異なるため、メップルを察知し目覚めるまでにかなりの歳月を要した。
しっかり者であり、パートナーのほのかとは普段からうまくやっている。母性的な一面をもち、ポルンが駄々をこねても甘やかすことが多い。ただし怒らせると怖い。
普段は「カードコミューン」に変形し、ほのかの懐に入っている。クイーンのプリキュアカードをスキャンし、ほのかをキュアホワイトに変身させる。
虹の園に来た当初は、尾にプリズムストーンの宝石「サファイア」を入れていた。
『MH』ではジャアクキング打倒後、メップルやポルンたちと役目を終えて永遠の眠りにつくはずだったが、新しい闇の襲来によりメップルと同様「ハートフルコミューン」として復活、プリキュアハートでほのかを再びホワイトに変身させる。
ポルン
声 - 池澤春菜
無印第24話から登場。7つの「プリズムストーン」が集まったときに「光の園」からやってきた「未来へ導く光の王子」。パートナーはひかり。語尾は「ポポ」で、一人称は「ポルン」または「ボク」。
普段は「プリティコミューン」として、携帯電話のメールボードのような形をしている。
ワガママな性格はメップルを上まわる。1人で外出して迷子になることも多く、いつもなぎさを振りまわしている。
一時期ほのかの家で暮していたことがあり、このとき忠太郎と仲良くなったことから、以降ほかの動物を見ては忠太郎に結びつけるのが定番になっている。
性格や思考は幼稚だが、バランス感覚が優れており、尻尾だけで立ったりと器用である。長老の影響で「プリキュア」を「プリキュラ」と間違えて覚えている。
味音痴であり、地面に落ちていた栗を生で食べてはなぎさの作ったチョコとジャム入りのおにぎりを見事に完食して「美味しかったポポ！☆」と言っていた。寝相が悪い。
ドツクゾーンの襲撃を受けた際、偶然ウィズダムの側に居あわせたためにプリズムストーンの「総てを生み出す力」を託されて能力が覚醒し、以降は長時間本来の姿でいられるようになっている。
プリキュアがピンチに陥ると、叫びとともに力を覚醒させてプリティコミューンに変形し、パワーアップアイテム「レインボーブレス」をプリキュアに与える役目を担うようになる。
予知能力をもち、未来を断片的に読みとることができるが、漠然とした言葉でしか表現できない。
『MH』ではジャアクキングの消滅により使命を終えたため、メップルらとともに永遠の眠りにつくはずだったが、新たな闇が襲来すると同時に復活。新しいパートナーとしてひかりを見つけ、コンパクト型アイテム「タッチコミューン」に進化し、ひかりをシャイニールミナスに変身させる。
年下のルルンに付きまとわれて奮闘するようになり、多少ながら成長した姿をみせるようになる。
なお、映画やオールスターズ映画においては別れを惜しむことが定番になっている。
ルルン
声 - 谷井あすか
『MH』第28話から登場。「光の園」からやってきた「未来を紡ぐ光の王女」。パートナーはポルンと同様ひかり。語尾は「ルル」で、一人称は「ルルン」。
長い耳をもっており、高所に上る際に使用している。「虹の園」では「ミラクルコミューン」の姿をしている。
ひかりのもう一匹のパートナーとして、シャイニールミナスのパワーアップアイテム「ハーティエルブローチェ」を授ける役目を与えられていた。
おっとりしていて泣き虫な性格で、一度泣きだすと滝のように涙が流れる。
ポルンには妹のようにくっついて離れようとせず、彼の姿が見えなくなると号泣するなどしてポルンを困らせている。

#### お世話カードの住人
全員「虹の園」では、カードコミューンにスラッシュするカードに収まっている。
オムプ
声 - 桜井敏治
食事担当。どんな料理でも作ることができる名コック（過去に出てきた料理はオムライス、サンドイッチ、おにぎり、ステーキ、御好み焼、味噌汁など）。しかしメップルの好き嫌いの多さに悩まされる。
陽気な性格で、ポルンに鬼ごっこに誘われたときはともに遊んでいる。
使用頻度はかなり高い。
パルプ
声 - 浅野るり
病気治療および体調管理を担当。看護師のような格好をしている。
どんな重病も注射1本で簡単に治すが、あまりにも巨大な注射器を使用するためメップルは苦手としている。
ポルンに鬼ごっこに誘われたときは、注射器を放りだしてともに遊んでいる。
ネルプ
声 - 壱智村小真
寝かしつけ担当。なぎさとほのかが学校に居る間はよく使われる。
いつも寝ているように見えるが、目を瞑ったまましゃべったことがある。メップルの夜更しに頭を抱えている。
シカルプ
声 - 小野健一
教育担当。とても頭がよく、ミップルにほのかが学習しているものと同じことを教えたことがある。
大概使用されるのは、メップルが悪戯をしたときだが、大声で叱りつけるうえに説教が途轍もなく長い。そのため初使用時は「あんたが一番うるさい」となぎさから自分も怒られる羽目になった。
ポルンに鬼ごっこに誘われた際は鬼に任命される。
スピカール
願いをかなえるのが役目。願いを叶えてくれる能力をもっている。語尾は「カール」。
メップルとポルンが傷心のなぎさを励ますため、クリスマス気分を味わわせようと登場させている。

#### ハーティエル
『MH』に登場する12人の小さな妖精。光のクイーンの「意志」が12に分かれて顕現した存在。
発見後しばらくなぎさたちと行動をともにするが、ひかりの成長を見届けるなど目的を果たすと、クイーンのこころの在り処とされる「クイーンチェアレクト」に入り、宝石のような形になって納まる。
シークン
声 - 永野愛
ハーティエルの1人目。彼女の司る志は「探究」。語尾に「ですぅ」が付く。
ほかのハーティエルたちが発見されてすぐチェアレクトに戻ったのに対し、彼女は探求能力ゆえ最後まで外に出て残りのハーティエルを探していたため、ポルンやルルン同様、ひかりの身近なパートナーの1人として活躍した。
チェアレクトに収まったほかのハーティエルを必要に応じて呼び出すことができる。レギュラーキャラクターとしても活躍した。
パション
声 - 菊池こころ
ハーティエルの2人目。彼の司る志は「情熱」。初登場は第6話で、ひかりたちの前に現れたのは第7話。熱い少年である。
ひかりがポルンを叱った時に初めて見せた激しい感情や、タコカフェをウラガノスの攻撃から守るときに発揮した情熱などに対応。
ハーモニン
声 - 仙台エリ
ハーティエルの3人目。彼女の司る志は「調和」。語尾は「わん」。第9話で初登場。
デパートの小物売り場のオルゴールの中で眠っていた。
孤独を感じていたひかり、なぎさ、ほのかとのあいだに調和が生まれたことに対応。
ピュアン
声 - 小松里歌
ハーティエルの4人目。彼女の司る志は「純真」。第13話で初登場。
素直でピュアなこころのもち主なだけあって、すぐ感動する感動屋。
ひかりが初めて同年代の親友として奈緒・美羽との純粋な友情を育んだことに対応。
インテリジェン
声 - 小林麻由子
ハーティエルの5人目。彼女の司る志は「知性」。第16話でひかりの知性の芽生えに対応し登場、知恵の書を託された。
理知的なほのかを気に入っている一方、なぎさに対しては冷淡な態度を取ることが多いなど、ほかのハーティエルと比べて人によって態度を変える人間くさい描写が多い。ただし、最終的にはなぎさの勇気を認めている。
第22話以降で何度かプリキュアとシャイニールミナスに知恵を授けているが、唐突にあらわれては彼女たちを驚かせている。
ウィシュン
声 - 埴岡由紀子
ハーティエルの6人目。彼女の司る志は「真実」。「真実が近づいています〜!」が口癖。第20話で初登場。
引っ込み思案な性格で、もじもじした口調でしゃべる。
真実に対して敏感で、第21話でのひかりと少年の出会いを予知しており、さらに第35話で京都でひかりと少年が再会することを予知するなど、両者の関係の真相こそ知らずとも、重要な真実に関わるものだと感知していた。
ホープン
声 - 沼田祐介
ハーティエルの7人目。彼の司る志は「希望」。第25話で初登場。
前向きな性格の男の子で、自信をなくしかけていたひかりがなぎさとともに希望を取り戻したことに対応。
前向きに取り組む人を見ると応援したくなってしまう。
ブレイブン
声 - 安達まり
ハーティエルの8人目。彼女の司る志は「勇敢」。第31話で初登場。
勇気ある行動力をもつ人が好きで、ひかりがルルンを守る自覚をもつことに主に対応。また、なぎさが藤村を励ますことに対応。
なお、このころからハーティエル出現とひかりの成長の対応関係が曖昧になり、代わってなぎさの成長の象徴となるケースがでてくる。
プロスン
声 - 天田真人
ハーティエルの9人目。彼の司る志は「繁栄」。語尾は「だな」。第34話で初登場。
のんびり屋で食いしん坊な性格の男の子。ナスのような果物を食べている。12名の中で最も太っている。
余りに暢気なため、シークンに怒られることもある。
ハピネン
声 - 石毛佐和
ハーティエルの10人目。彼女の司る志は「幸福」。第37話で初登場。
みんなの幸福の道を探すのが好きで、しあわせな場面を見ると喜ぶ。
音符のような髪型が特徴。
ラブラン
声 - 壱智村小真
ハーティエルの11人目。彼女の司る志は「愛」。第41話で初登場。
頭の両サイドのハート型の髪型が特徴的。愛について熱い思いをもつロマンチスト。
ひかりの成長よりも、なぎさが藤村に想いを告白することに呼応していた。
エターナルン
声 - 水沢史絵
ハーティエルの12人目。彼の司る志は「永遠」。第45話で数分だけ登場。
ウサギの耳のように束ねたターバンが特徴。
すべてのハーティエルが揃ったことでなぎさ、ほのか、ひかりの友情の絆が永遠のものになったと仄めかし、すぐに「チェアレクト」へと入った。

### ドツクゾーン
プリキュアの敵対勢力。闇の帝王であるジャアクキングが支配している闇の世界で、遥か昔、宇宙で「邪悪なエネルギー」と「破壊の意思」が「闇の力」を感じ取り、それらが互いに混じり合ったことで誕生した経緯をもつ。
闇のエネルギーが漂う異世界を本拠地にしているが、第1期後半からは「虹の園」(人間界)にある闇の洋館を本拠地にしている。また、ドツクゾーンによって浸食された世界は永久に光が差さず、生命の息吹はなくなり、不穏な色をした煙のような気体が周囲一帯を覆い尽くし、天と地の分け目すらも明瞭にならなくなるほど破壊される。あるものといえば、ドツクゾーンの浸食を免れたわずかな残骸だけである。
ジャアクキングの果てしない「総てを食い尽くす力」を満たすため、すべての世界と生命を闇の力によって無に帰すことを目的に掲げるほか、ジャアクキングの果てしない「総てを食い尽くす力」を制御するために必要な「すべてを生みだす力」をもつ7つの「プリズムストーン」を求めており、すでにプリズムストーンを守護している「光の園」に侵攻して7つのうちの5つを強奪することに成功している。
残り2つのプリズムストーンを強奪するため、プリズムストーンを持つメップルとミップルを追跡して「虹の園」にも侵攻し、メップルたちの保護者であるプリキュアたちを怪物の「ザケンナー」を使役して始末しようと襲撃する。
第1期の終盤にて、プリキュアたちの活躍によって一度は世界ともども消滅したが、ドツクゾーンが有する闇のゆがみの力が現世に残留しており、『MH』ではその闇のゆがみの力によって復活を果たして活動を再開させ、以降はジャアクキングの復活を最優先に行動するようになる。

#### 上層部
ジャアクキング
声 - 小野健一
ドツクゾーンを支配している闇の帝王。鎖で束縛された漆黒の巨人のような姿をしている。一人称は「わたし」。
非常に残忍かつ冷酷な性格で、失敗が続く部下には厳しい対応を取り、目的のためならば配下を処刑することも辞さないが、作戦の立案に苦悩している配下にアドバイスしたり、バルデス時には四天王を信頼した言動をみせるなど、部下思いな面も密かにもつ。
宇宙かまだ混沌としていた時代、大きな爆発とともに「光」と「闇」が生まれ、その光と闇は初め混じり合って存在していたが、ある日を境に光と闇は完全に別個の存在となり、光は「光の園」のクイーンになり、闇は「ジャアクキング」として生まれた経緯をもつ。そのため、クイーンとは表裏一体の存在であり、どちらか一方が消滅するともう一方も消滅する構図になっている。
生まれたころから「すべてを喰い尽くす力」を備えており、その強大な力はあらゆるものを吸収していくが、その強大過ぎる力によって自分自身をも喰尽くすという欠点もあり、その欠点に足掻こうと日々耐え難い苦痛を味わっている。その苦痛から解放するには周りのものを喰い尽くす必要があるが、その効果も一時的なものでしかない。ついには、「すべてを生みだす力」をもつ「プリズムストーン」の力で自身の身体を永遠に再生させるという結論にいたり、プリズムストーンを強奪して世界を危機に晒してまでも永遠の存在になろうと目論むようになる。
プリキュアを圧倒するほどの戦闘能力をほこり、「宇宙そのもの」と豪語する強大な闇の力を有し、巨大な手から放つ闇のエネルギーを放出して世界1つを破壊することもできる。
第1期では、「すべてを生みだす力」をもつ「プリズムストーン」を狙い、ダークファイブに強奪の指示をする。
第26話にて、ドツクゾーンにてプリキュアたちとの決戦に臨むが、クイーンの力をうけたプリキュアたちによって野望もろとも打ち砕かれる。しかし、消滅の寸前に自身の分身として「3つの種」から誕生させたジュナ、レギーネ、ベルゼイを「虹の園」に送り込み、彼らに自身の復活を託す。
第31話にて、ベルゼイたちの成果により復活をはたしたが、その矢先にベルゼイたちに反旗を翻される。だが、プリズムストーンを取り込んだベルゼイたちを強制的に体内に取り込むことで、総てを生み出す力を手に入れることに成功する。続く最終回では虹の園で再度プリキュアたちとの決戦に挑むが、ポルンの強い意志によって力をえたプリキュアたちの必殺技「プリキュア・レインボーストーム」に耐えきれず、再度滅び去る。
『MH』以降は、四天王の1人「バルデス」として素性を隠して復活しており、自身の完全復活のために暗躍する。
第47話にて、自身の生命である「洋館の少年」と融合したことでジャアクキングとして2度目の復活を果たし、その強大な闇の力でプリキュアたちを圧倒した末、ついには地球をも半壊させる。しかし、心身ともに立ち直りすべての命とつながったプリキュアたちによって逆転され、怒りが頂点に達して地球に匹敵するほどの巨大な姿に変貌し、すべてを闇に変えようとするが、クイーンとプリキュアたちの合わさった強大な光の力に耐えきれず、ついに完全消滅した。
のちの『映画 プリキュアオールスターズ みんなで歌う♪奇跡の魔法!』では、ソルシエールの魔法で生み出した幻が登場している。
洋館の少年（ようかんのしょうねん） / 九条 ひかる（くじょう ひかる）
声 - 寺田はるひ
『MH』から登場。西洋風な服装を着用した金髪で小柄な体格の少年。一人称は「ボク」。ジャアクキングの「生命」として生まれ、ジャアクキングの復活に大きな意味をもつとされるため、サーキュラスたちが「あのお方」と称して過保護なほど大事にされている。
純粋無垢な性格であり、洋館内で無邪気にはしゃぎ、たびたび執事ザケンナーたちを困らせている。第21話にて、はじめて洋館から飛びだしたが、偶然九条ひかりと出会った影響で一時的に気絶する。回復したあとはひかりの絵を描いたり、ついにはひかりの危険に反応して彼女を救出するなど、ひかりへのシンパシーを強めたことでサーキュラスたちを戸惑わせることになる。
第46話ではジャアクキングによって吸収されるが、プリキュアたちがジャアクキングを倒したあとは、ひかりの弟「九条ひかる」としてアカネの前にあらわれて、いっしょに暮らすようになった。

#### ダークファイブ
ジャアクキングに仕えている5人の闇の戦士。第1期の第25話まで登場。それぞれ「プリズムストーン」を所持しており、メップルとミップルがもつ最後のプリズムストーンを奪うべく、プリキュアたちを襲う。
ピーサード
声 - 高橋広樹
ダークファイブの一員である男性怪人。色白の肌に盛り上がった白色の長髪が特徴。一人称は「オレ」。
顔には歌舞伎役者のような化粧をしている。茶色のボディスーツと肩当てつきのマントを身につけている。
プライドが高いうえに卑怯な性格であり、目的のためなら手段を選ばない冷酷さをもつが、最終的には同僚から傷付けられたプライドを払拭するべく正々堂々とプリキュア達と勝負した。「おまえたちはドツクゾーンに飲みこまれるだけの存在」と世の中の理不尽さを説くも、結果的には追いこまれて倒された。
人間に変身する際には、服が変わる以外は短髪で髪の色が変わり、隈取りが消えて眉ができる。「風間竜一」（かざま りゅういち）と名乗り、教育実習生として「ベローネ学院」に潜入したこともある。また、人間を石化させる能力をもつ。
エメラルドの「プリズムストーン」を所持している。メップルとミップルを追って、「虹の園」に襲来した最初の敵。

ゲキドラーゴ
声 - 石井康嗣
ダークファイブの一員である巨体の男性怪人。髪型はモヒカンで、瞳が無いのが特徴。一人称は「オレ」で、口癖は「ウガ」。
体操選手のような白色のタンクトップと吊りズボンを着用している。
考えるより行動が先立つために知能は低く、なぎさに泣かれて風邪を引いていたメップルを返したり、ほのかに言われて宝石の山からプリズムストーンを探しだそうとしたりするなど、マヌケな面が目立つ。
戦闘では怪力を得意としており、その力は両手で電動シャッターをこじ開けたり、デコピンで人間を気絶させることができる。
アクアマリンの「プリズムストーン」を所持している。第6話からピーサードの後任として、プリズムストーン強奪の任務に就任する。
第11話にて、度重なる失敗でジャアクキングから最後通告され、最終決戦として水族館で最終形態となってプリキュアと挑む。その際、亮太に手をだしたことに激怒したキュアブラックの猛攻をうけたあと、「プリキュア・マーブルスクリュー」で倒される。 
最終形態
サメの口の中に顔があり、マンタの尻尾を生やし、ウツボのような手になり、体格が巨体の姿になる。しかし、この姿になぎさとほのかはドン引きしていた。
それでも戦闘能力は上がっており、怪力で建物などを破壊したりする。また、手からは光線を放つこともできる。

ポイズニー
声 - 雨蘭咲木子
ダークファイブの一員である女性。白い肌に赤色のロングヘアが特徴。キリヤの姉でもある。一人称は「あたし」。
黒色のボディスーツと黒色の短いマントを身につけている。
策略家かつ非情な性格であり、目的のためなら無関係の人間にも平然と危害を加え、なぎさとほのかの身近な人を巻きこむことにいっさいの躊躇がない人物である。
人間サイズの犬に化けてキリヤを驚かせたり、タンスの中に隠れ潜むなど、お茶目な一面ももつほか、潜伏目的のために人間界でさまざまなアルバイトをすることもある。また、人間たちに情が沸くキリヤを心配して助言や忠告を行うなど、密かに弟想いな一面をもつ。
特技は変身であり、ピーサードの変装とは異なり完全に別人となる。その変身は見破ることが困難であり、老若男女問わずどんな姿にでも変身ができる。
ピーサードやゲキドラーゴよりも強力な能力をもち、自身の髪を自在に動して武器にしたり、手から衝撃波を放つなどして戦う。さらに、指を弾くことによって超常現象をおこすこともできる。
トパーズの「プリズムストーン」を所持している。第12話からゲキドラーゴに代わり、プリズムストーン強奪の任に就任する。
第20話にて、雪城ほのかに変身してメップル奪取を試みたが、結果として失敗。計画を打倒プリキュアへと変更し、髪で攻撃と防御を繰りなすなど圧倒するが、プリキュアたちを髪で捕らえたことが仇となり、そのまま「プリキュア・マーブルスクリュー」を髪に打ち込まれて倒された。
キリヤ
声 - 木内レイコ
ダークファイブの一員である少年。白い肌につり目で眉毛がないのが特徴。ポイズニーの弟でもある。一人称は「ボク」。
オレンジ色のTシャツと黒色の短パンを着用している。
いつも余裕の態度で接する生意気な性格であるが、同僚たちには最年少であることから軽視されていることが多い。
戦闘能力自体は比較的に高く、強力な衝撃波を撃つこともできるほか、人間に変身することも可能である。
シトリンの「プリズムストーン」を所持している。ポイズニーとほぼ同時期に、プリキュアの打倒にのりだす。
プリキュアたちに接近するため、「ベローネ学院」の男子部に転校生として潜入し、人間に変身しなぎさとほのかに接近するが、ほのかと接したことで次第に人間性が芽生えて自身のアイデンティティに疑問をもつようになり、ついにはポイズニーの作戦を2度妨害する行動に出る。
姉のポイズニーが倒されたことで、第21話ではプリキュアとの決戦を決意して善戦するが、プリキュアたちの説得で戦意を喪失する。そして、キュアホワイトにプリズムストーンを託し、自ら闇に還っていった。
その後は光と闇の狭間を彷徨っていたが、第48話で人間界と闇の世界とのあいだに歪みが生じた影響でプリキュアたちの前に出現し、ドツクゾーンとの最終決戦に臨むプリキュアたちに協力することになり、最期は「自分の居たい場所がわかった」と言い残して消滅した。
入澤 キリヤ（いりざわ キリヤ）
キリヤが人間に変身したときの姿と名。姿に変化はないが、眉毛が生えている。
この形態の際には、容姿端麗、成績優秀、スポーツ万能の少年を演じているが、虹の園の文化や人間関係に慣れない一面もみせている。

イルクーボ
声 - 二又一成
ダークファイブのリーダー格である男性怪人。色白の肌にスキンヘッドと尖った耳が特徴。一人称は「わたし」。
白色のローブを着用しており、その下には黒色のボディスーツを着用している。
冷静沈着な性格であり、任務に失敗した者を冷笑するダークファイブの面々をたしなめる役目を担当している。
ナンバー2の名をもつほどの高い戦闘能力をもち、戦闘においてもムダのない動きで迫り、威力の強い衝撃波を放つほか、「プリキュア・マーブルスクリュー」を分解することもできる。また、周囲の生物の生気を吸い取り、深い眠りにつかせる能力ももつ。
アメジストの「プリズムストーン」を所持している。第22話から、プリキュアの打倒に動きだす。
第23話にて、ウィズダムの存在を察知しただけでなく、すべてのプリズムストーンを奪うことにも成功し、続く第24話ではプリズムストーンの力により最強の力を手に入れるが、その強い力に耐えきれず弱った隙に「プリキュア・マーブルスクリュー」をうけて消滅する。
第25話にて、闇の力を吸収して復活を果たし、「光の園」を襲撃してプリキュアたちをドツクゾーンへと連れ去り、ジャアクキングの力を得て最終形態へと変貌し、その強力な力でプリキュアたちに善戦したが、自身の強力な攻撃によってプリズムストーンが破壊されることを危惧したジャアクキングによって突然消される。
新生形態
第25話にて、プリキュアに敗れて闇という概念に戻ったあと、闇の空間で怒りや憎しみの感情を吸収して復活を果たした姿。
全身が紫色の闇のエネルギー体と化しており、身体は巨大になったほか、衣装はボロボロの状態に変化している。
戦闘能力は格段に高くなっており、キュアブラックとキュアホワイトを軽く持ち上げるほどの腕力をほこる。
最終形態
第26話にて、新生形態のままジャアクキングの強大な力で強化した姿。灰色の筋肉質の大男のような姿に変貌し、目は赤色になる。また、性格は凶暴になる。
戦闘能力は比較にならないほど高くなっており、キュアブラックの攻撃を瞬時にかわし、キュアホワイトの腹部を蹴るなど、冷酷さも増している。

#### 3人の闇の戦士
ジャアクキングが「虹の園」に放った「3つの種」から誕生した3人の闇の戦士。ダークファイブに代わり、プリキュアたちから「プリズムストーン」を奪おうとする。第1期の第27話から登場。
3人ともジャアクキングの分身的存在であり、それぞれ高い戦闘能力をもつ。闇の戦士として覚醒する以前は、虹の園で普通の人間として生活していたが、覚醒と同時にその存在を周囲から忘れ去られている。
第41話から、ジャアクキングの「すべてを食いつくす力」にいずれは自身たちが食いつくされる運命にあると考えはじめ、ジャアクキングが永遠の存在となっても「自分たちに自由はない」「なんのために生きたかわからない」と結論し、ジャアクキングを裏切ってプリズムストーンを自分たちの力にするため暗躍する。ただし、プリキュアに協力するのではなくあくまで第三勢力となる。
第46話では、ベルゼイの闇の呪文でポルンからプリズムストーンを取りだし、続く第47話では闇の儀式を行ってプリズムストーンを自分たちの体へと取りこむことに成功する。だが、プリズムストーンの力に耐え切れず、その影響で図らずして3人が1つになった「巨人」へと変化し、ジャアクキングに宣戦布告をする。
ジュナ
声 - 松本保典
3人の闇の戦士の一員である長身で筋肉質な体格の男性で、青色のボディスーツのようなものを身にまとう。一人称は「オレ」。
第27話にて河川敷で発芽して誕生し、闇の戦士として覚醒する前は「グリーン商事」という企業に勤めており、無愛想だが有能な営業部員として働いていたが、日本列島に上陸した台風のパワーを吸収したことで、闇の戦士として覚醒した。
寡黙かつ冷静な性格をしているが、プリキュアたちが勢いづくと憤慨する一面も多々ある。
3人の中では一番長身であり、パワー、スピードともに優れたパワフルな戦法で攻めてくる。主に、風を使用した技を得意としている。主にブラックと交戦する事が多い。
当初は闇の戦士の中でもジャアクキングに対して忠実であったが、第41話にてジャアクキングの「総てを食い尽くす力」の脅威を自覚して危惧するようになる。
角澤 竜一郎（かくざわ りゅういちろう）
ジュナの人間形態の姿と名。タレ目で長身の男性の姿をしており、青いネクタイに白い背広を着用している。

レギーネ
声 - 深見梨加
3人の闇の戦士の一員である女性で、桃色のオールバックでカールがかかったロングヘアが特徴。紅色のボディスーツのようなものを身にまとう。一人称は「わたし」。
第28話で公園の片隅で発芽して誕生してしばらく放浪していたが、第28話にて火山のパワーを吸収したことで、闇の戦士として覚醒した。
プライドが高い強気な性格であり、プリキュアに対しても余裕の態度で接するが、人間形態の際は気弱な性格へと変貌し、声も小さいことから相手にしばしば聞き返される。しかし、何度も聞き直されると大声で返事をして相手を仰天させることが多々ある。
3人の中では一番身軽であり、それを活かしたしなやかな体術とコンボ戦法で攻めてくる。主に、炎を使用した技を得意としている。主にホワイトと交戦する事が多い。
当初はジュナ同様、ジャアクキングに対してある程度は忠実ではあったが、第41話にてジャアクキングの「総てを食い尽くす力」の脅威を自覚して危惧するようになる。
小山 翔子（こやま しょうこ）
レギーネの人間形態の姿と名。紅色のショートヘアをした女性の姿をしており、緑色の上着と黄色のシャツを着用し、ダメージジーンズと赤いヒールを履いている。

ベルゼイ・ガートルード
声 - 西村知道
3人の闇の戦士のリーダー格である小柄な高齢男性で、逆立った白色の髪が特徴。紫色のボディスーツのようなものをまとう。一人称は「わたし」。
第29話で山奥の滝壺のほとりで発芽して誕生し、闇の戦士として覚醒する前は「若葉台総合病院」の院長をしていたが、第29話にて雷のパワーを吸収したことで、闇の戦士として覚醒した。
非常に狡猾な性格だが、推論から「闇の呪文」を造りだすほど知能が優れている。また、格闘技を得意としており、攻撃は電気系を使役している。
ジャアクキングに対して内心疑問を抱いており、「プリズムストーン」を強奪しても最終的には自分たちが滅びることを懸念し、第41話からはジュナとレギーネを説得し、ジャアクキングに反旗を翻すことを決意する。
結城 玄武（ゆうき げんぶ）
ベルゼイの人間形態の姿と名。小柄な老人男性の姿をしており、紫色のネクタイと茶色の背広を着用し、髪型はオールバックに変化している。

巨人（きょじん）
声 - 西村知道
第47話に登場。ベルゼイ、レギーネ、ジュナが、「プリズムストーン」のすべてを生みだす力を抑えきれずに誕生した合体戦士。
プリキュアの2~3倍はある巨人だが、身体の大きさはある程度変えられる。全身は金属のような質感で全体的にのっぺりしている。
プリズムストーンをジャアクキングと巡り戦いあったが、乱入したプリキュアたちを圧倒的な力で一度はねじ伏せる。だが、ポルンの思いによって「レインボーブレス」がプリキュアたちに届けられたことで形勢が逆転し、隙をついてプリズムストーンを求めたジャアクキングにより、プリズムストーンの力ごと吸収された。

#### 闇のファイター
第1期でジャアクキングが敗れたあと、闇の洞窟内で黒い霧が凝縮して生まれた4人の闇のファイター。それぞれ、ボディスーツ、プロテクター、甲冑とマントを身にまとっている。『MH』からの登場。
ジャアクキングの復活が目的であり、その障害となる「光の園」のクイーンとプリキュアを排除すべく、クイーン復活のために「ハーティエル」集めをするプリキュアたちに襲いかかる。
第46話の最終決戦にて、ジャアクキングへの強固な忠誠心を貫いてプリキュアたちに挑むも、プリキュアたちの技である「プリキュア・マーブル・スクリュー・マックス・スパーク」の前に敗れ去るが、倒される寸前にプリキュアの「ハートフルコミューン」を破壊させることに成功した。
外見のモチーフは『三国志』の武将であり、4人の構成には「四天王」を参考にしているため 、一部書籍には彼らを指して「四天王」と表記する場合もあるが、作中で正式に用いられている呼称という訳ではない 。
サーキュラス
声 - 上別府仁資
闇のファイターの一員である男性で、白色の肌に金色の長髪が特徴。最初に登場した。一人称は「わたし」。
青色のボディスーツを着用しており、その上には白色のマントを身につけている。
騎士のように正々堂々の戦いを好むが、闇の世界の論理にも詳しいため、闇の理屈を他人に押しつける傲慢さは人一倍である。
無愛想で融通が効かない性格だが、次第に滑稽な一面もみせるようになり、ウラガノスとの会話が成り立たないことに憤って「人の話を最後まで聞け!」と注意するが、それでも聞いてもらえずに去って行くウラガノスを見送るのが日常化している。
シャイニールミナスに対しては強烈な憎悪の感情を抱いており、彼女のこととなると暴走気味になるほか、洋館の少年とひかりが接触する事態を極端に警戒している。
バルデス不在時は、闇のファイターのリーダー格であった。
ウラガノス
声 - 高木渉
闇のファイターの一員である巨体の男性で、赤色の肌に長いヒゲが特徴。2番目に登場した。一人称は「オレ」。
茶色のボディスーツを着用しており、その上には黄色のマントを身につけているほか、スキンヘッドの頭部には頭巾をかぶっている。
思いこみが激しく、周囲の話を聞かず猪突猛進に行動する傾向にあり、しばしば洋館の物を破壊してサーキュラスに幾度も注意されるが、一向に改善しようとしない。
プリキュアたちの前では残忍さをみせているが、洋館の少年をやさしく見守るなどの微笑ましい一面も多々ある。
戦闘面では肉体派で、体あたりなどの戦いが得意といった戦闘が多い反面、力の加減がかなり下手であり、その欠点は自分自身も苦悩している。
第46話では、自己を犠牲にしてサーキュラスとビブリスに戦果を譲ろうとするなど、仲間思いの一面をみせた。
のちの闇のファイターの一員の中では唯一『映画 プリキュアオールスターズDX2 希望の光☆レインボージュエルを守れ!』にて、ボトムの力によって復活を果たして再登場する。
ビブリス
声 - 小林愛
闇のファイターの一員である細身の女性で、桃色の肌に黄色のベリーショートヘアが特徴。3番目に登場した。一人称は「あたし」。
桃色のボディスーツを着用しており、その上には紫色のマントを身につけている。
残虐かつ冷酷な自信家であり、詭弁を弄してプリキュアたちを苦戦させる策略家でもある。
基本的に硬派な性格であるが、好物のイチゴを食べられて怒りをかみ締めたり、ビリヤードの順番をまちがったことを謝らないなど、短気な性格かつ大人気ない一面をみせることもある。
洋館の少年に対してはやさしく接しているが、少年が気にするひかりに対しては激しい憎悪をむけている。
ウラガノスの拳を片手でうけ止める力をもち、身軽で素早い戦闘が得意としている。また、手から強力な破壊弾を放つこともできる。
バルデス
声 - 小野健一
闇のファイターの一員である長身の男性で、長い顎に七三分けにした髪が特徴。最後に登場した。一人称は「わたし」。
灰色のボディスーツを着用しており、その上には黒色のマントを身につけている。
その正体はジャアクキングそのものにして、闇のファイターの一員として潜んでいた仮の姿と名。
闇のファイターの中で最強の戦士であり、4人をまとめるリーダー格でもある。また、ジャアクキングの「いのち」（洋館の少年）の成長を見届ける者と称している。
知識量や洞察力が優れており、ひかりをクイーンの「いのち」だと見抜くだけでなく、「ハーティエル」のことも知っている。また、洋館の少年とひかりの相互の接近・変化にも注目していた。
戦闘能力は非常に高く、プリキュア全員を圧倒し、気をつよめるだけで地割れをおこしたり、手から強力な破壊光線を放つこともできる。また、プリキュアたちの技である「プリキュア・マーブル・スクリュー・マックス」をも無効化にできる。
第12話で初登場し、第22話、第23話でプリキュアたちに挑むが、新しい力を得たプリキュアたちの「プリキュア・マーブル・スクリュー・マックス・スパーク」をうけて致命傷を負うが、第31話にて強化する形で復活した。

#### そのほか
執事ザケンナーA、執事ザケンナーB
声 - 小松里歌（執事ザケンナーA）、滝知史（執事ザケンナーB）
闇の戦士たちが住む洋館で働くザケンナーの2名。普通のザケンナーと違い、ことばを話す。語尾に「ザケンナー」とつけている。
執事ザケンナーAは頭にバンダナを着け、背は低い。働き者だが少々短気。
執事ザケンナーBは背が高く、飽きっぽい。仕事を真面目にしないことがある。そのため、しばしば執事ザケンナーAに怒られている。愛読書は石の番人と同じく『ふたりもプリプリ』。
ドツクゾーンのメンバーではジャアクキングとともに出番が多いが、プリキュアとはあまり絡んでこない。
第1期におけるジャアクキング残滅後も生き残り、少年が来るまで主なき洋館を守り続けていた。『MH』では洋館での雑用に加えて、少年の世話をもこなす。
なお、この2体のザケンナーがどうなったのかは不明である。
オウム
声 - 飯田利信
洋館で飼われているオウム。しばしばベルゼイの言葉を復唱する。ベルゼイたちがウィズダムを捕らえた際、ウィズダムの見張り役も務めていた。

#### 怪物
ザケンナー
声 - 上別府仁資（第1期1 - 22話）→滝知史（第1期の15話、28話以降）
黒くうず巻く「怒れる天空の妖気」が凝集した、形無き闇の生物。とりついた存在を怪物と化す。
怪物の姿は憑依された存在によって異なるが、その多くに「額中央に浮かんだ怒りマーク形の瘤」が共通点として見られる。
プリキュアの必殺技をうけると星型の「ゴメンナー」に分裂し、どこかに去っていく。また、ザケンナーを呼びだした者が撤収すれば自然消滅する。
なかには影や異次元のような実体のない物、あるいは取りついたかわからないものまで存在する。また、量産されることもある。

### 主人公の家族

#### 美墨家
美墨 岳（みすみ たかし）
声 - 子安武人
なぎさの父親。学生時代は科学部に所属しており、現在は研究職についている。
豪快な性格でオヤジギャグを好む。その影響は娘のなぎさにおよんだ（妻以外にはうけない）。また、初登場時はなぎさにコブラツイストの正しい掛け方を伝授した。
その一方でなぎさと亮太を大切に思っており、なぎさとほのかが無断で単独行動をしたことに対して心配し、本気で叱ることもあるなど父親らしい面もみせる。
若いころキャンプに何度も行っており、飯盒やダッチオーブンなどを上手に使える。
美墨 理恵（みすみ りえ）
声 - 荘真由美
なぎさの母親。ハッキリとした性格で、だらしないなぎさには厳しい面もあるが、やさしい一面もある。
ほのかとケンカしたなぎさにアドバイスを与えるなど、よき相談相手にもなっている。
夫のオヤジギャグにはかならず大ウケして、なぎさと亮太にあきれられている。
美墨 亮太（みすみ りょうた）
声 - 高橋直純
なぎさの弟。登場時は小学校5年生。ほのかに憧れている。
生意気な言動が多いために姉とはケンカが絶えず、たびたびコブラツイストなどを掛けられるが、仲はそれほど悪くない。
なぎさには基本的に頭は上がらないが、宿題をやってもらうため弱みを握ったこともある。
なぎさ同様食い意地が張っているが姉にはおよばず、1度スイカの早食い競争をしたときはボロ負けした。なぎさ同様スポーツが得意で、バドミントンが好き。

#### 雪城家
雪城 さなえ（ゆきしろ さなえ）
声 - 野沢雅子、松岡由貴（少女時代）
ほのかの祖母。ほのかからは「おばあちゃま」と呼ばれている。
普段海外での仕事で家を空けている息子夫婦に代わる保護者として、ほのかを温かく見守っている。
おだやかな性格で、ほのかがなぎさとケンカしたときには仲直りのアドバイスを与えるなど相談に乗ることがある。
少女時代はほのかに瓜二つで、父親(CV:入江崇史)から欅の丘を登る時のおまじないである「六根清浄」を教わっている。子供たちを引き連れて、その丘から空襲を受けて焼け野原と化した町を一望して絶望するが、ミップルの「希望を捨ててはいけない」という励ましに勇気づけられる。
小説版の設定では、骨董品を扱う仕事をしている父親の手違いで偶然手に入ったキュアホワイトの「カードコミューン」に魅了され、それをお守りとしていた。また、ジャアクキングの暴走による時空の歪みでなぎさとほのかの時代に飛ばされて、その時にジャアクキングと対峙するプリキュアを勇気づけたことがある。
これらの不思議な経験もあってか、ふたたびカードコミューンを手にした際にミップルと再会した直後、ザケンナーを一喝して黙らせたり、いかにもなぎさとほのかの行動を読み取っているような発言をしたりと、とてつもない精神力と洞察力を発揮している。
雪城 太郎（ゆきしろ たろう）
声 - 宮下タケル
ほのかの父親。妻とともに海外でアートディーラーを営む。
仕事には非常に厳しいが、年に一度、ほのかの誕生日には大量のプレゼントを手に帰国し、親子3人で水入らずの時間をすごすほどの溺愛ぶりを発揮する。
雪城 文（ゆきしろ あや）
声 - 伊藤美紀
ほのかの母親。
夫とともに海外でアートディーラーとして活動しており、仕事には厳しいバリバリのビジネスウーマンだが、娘のこととなると我を忘れる。
忠太郎（ちゅうたろう）
声 - 置鮎龍太郎（無印22話のみ）
雪城家の飼い犬で、雄のゴールデンレトリバー。賢く人懐っこい性格で、ポルンとも仲よくなる。
飼い主とはぐれて迷子になった子犬のモコ(詳細後述)を見つけてきて、その飼い主捜しに貢献したことがあるが、このときの2匹の会話は人語に訳されており、自身はなぎさたちのことを「不思議な連中」とみていて、ほのかのことを主人よりはむしろ「マブダチ」だと思っていることが語られている。

#### そのほか
藤田 アカネ（ふじた アカネ）
声 - 藤田美歌子
ベローネ学院女子中等部OG。気っ風のいい頼れる姐御肌で、なぎさやほのかの相談相手。
なぎさのラクロス部の大先輩で、ラクロス部の合宿では鬼コーチぶりを発揮する。
大企業でOLとして働いていたが、いつか自分の店をもつ決心をして、たこ焼きの屋台を始める。『MH』では屋台を「TAKO CAFE」にリニューアルした。屋台で使用しているクルマは「フォルクスワーゲン・タイプ2」である。
仕事をしているときは、頭に星模様の入った赤いバンダナを巻いている。
『MH』では「ベローネのルリ子さん」という怪談を、3年のときに広めた張本人であることを明かした。
『MH』ではひかりが「いとこ」として同居している。

### ベローネ学院
なぎさやほのかが通う私立学校。中等部と高等部が存在する。ベローネのつづりは Verone。女子と男子では校舎と校門が分けられている。

#### 教師
竹野内 よし美（たけのうち よしみ）
声 - 永野愛
なぎさ、ほのからがいる2年桜組の担任。担当は国語。学校行事やクラブ活動にいそしむ生徒らをいつも優しく見守る。
イケメンに弱く、教育実習生として潜入してきたピーサードに惚れ、彼に利用されたことがある。無印第39話で竹野内達彦と結婚した。旧姓は竹ノ内。
結婚生活の現状を聞かれてラブラブと答えたり、枕投げに参加したりなど、子供みたいな性格でもある。
『MH』では、引き続き3年桜組の担任を受けもつ。
校長
声 - 塩屋浩三
ベローネ学院女子中等部の校長。本名は不明。
大らかな性格であり、生徒たち一人一人を温かい視線で見守る。基本的に穏和だが、教頭に対して強く言う場面もみられた。
校長の職にありながら学校行事やクラブ活動にも熱心に顔をみせ、生徒一人一人を気遣うことを忘れない。
米槻（こめつき）
声 - 西村朋紘
ベローネ学院女子中等部の教頭。いつも校長のそばに付き従い、ゴマすりに余念がない。
生徒指導に熱心なあまり生徒からは敬遠されているが、だれよりもベローネ学院を愛し、陰で地道な教務をこなす苦労人でもある。そのため毎日誰よりも早く登校し、誰よりも遅く下校している。
第1期の第7話ではザケンナーに乗り移られて、自分の本音をぶちまけた。
とあるころから漫画にハマリだし、生活指導の名の下に漫画を生徒から没収して、ほかの教員が退勤した時間に読んで楽しむという一面ももつ（学院OGのアカネは知っていたが、在校生徒で知っているのはなぎさとほのかだけの模様。）。
宮下（みやした）
声 - 金光宣明
数学担当の教師。
第1期第1話においては、2年桜組の授業で居眠りをしていたなぎさに黒板の問題を解かせようとしたが、ほのかにそれが答えの存在しない誤った問題であることを指摘されて（「X-7=19+X」で、「0=26」となるため）、大恥をかいた。

#### 女子中等部
高清水 莉奈（たかしみず りな）
声 - 徳光由禾
なぎさの親友。後ろで二つにわけた髪型だが、ラクロス部ではなぎさと同じように頭のてっぺんで髪を結んでいる。
ラクロス部に所属（背番号は23）し、その俊足さを活かしたプレイでチームの要の1人となっている。
なぎさ、志穂とは凸凹コンビで大の仲よしである。桜組の中で最も長身。
おとなしめだが、他者を諭すなどの大人びた一面がある。失敗で落ち込んだ志穂を気遣うなど、友人想いのやさしい性格。
惚れっぽい一面があり、かなり男子を意識している。ファッションに気を配っている。
なぎさや志穂と行動をともにすることが多い。なぎさが仲よくなって以降は、ほのかともある程度親しくなるが、最後まで相手を「雪城さん」と名字で呼んでおり、ほのかからも「高清水さん」と呼ばれていた。
『MH』ではもち前の気遣い深さで、志穂とともに主将となったなぎさをフォローしている。
MH20話では、ケガをしたタヌキの子供を介抱して世話をしたことがある。このタヌキをポン太之介と命名していた(なぎさに説得されたため、怪我が治った後、山に返した)。
久保田 志穂（くぼた しほ）
声 - 仙台エリ
なぎさの親友で、ラクロス部に所属（背番号は55）。クラスで一番背が低く、髪型はややボブに近い。
噂話に興味があり、さまざまなところから話を仕入れてくる情報通でもあり、その情報がなぎさたちに事件解明の道を見だしたこともある。
言葉の始めや最後のフレーズを3回繰り返して言う口癖がある。
なぎさ、莉奈とは私生活でも行動をともにすることが多く、2人に比べてアクションが大きく、3人の中で一番喧しい。
将来は映画監督を目指しており、文化祭ではクラスの舞台劇として2年時は「ロミオとジュリエット」、3年時は「牛若丸と弁慶」を、クラスの中心となって監督と演出を担当、後者では両親(声 - 樋渡宏嗣、松本美和)に自らの将来への熱意を伝えるべく、ワイヤーアクションを取り入れた大がかりな演出を考案した。
明るい性格で、ラクロス部ではムードメーカーに徹している。試合中のミスが元でラクロスをやめたいとまで思いつめたことがあるが、莉奈の説得で無事立ち直った。
莉奈同様、ほのかとは最後まで互いを「名字に『さん』付け」で呼び合っていた。
メグミ
声 - 西野陽子
ラクロス部に所属するなぎさの同級生。苗字は不明。試合時には頭部をタオルで縛り、てっぺんで髪を結っている。
3年時に前主将の中川から背番号9を引き継がせた。
中川 弓子（なかがわ ゆみこ）
声 - 生天目仁美
なぎさの1年上の先輩で、友華や省吾と同級生。第1期時代のラクロス部主将（背番号は9）で、試合時には赤いバンダナを付ける。
冷静沈着な性格でチームの司令塔的存在であり、試合に負けても部員それぞれのコンディションを気遣うため、頼れる先輩として部員たちに慕われている。
エースであるなぎさには多大な信頼を寄せ、彼女に主将の座を継がせた（背番号はメグミが引き継いだ）。
マキ
声 - 寺田はるひ
『MH』から登場。ラクロス部に所属する2年生。
リーグ戦直前、今期の初戦という緊張の中、上級生のメグミと些細なことで喧嘩するも、なぎさにチームワークの大切さを説かれて緊張が解け、名藻内中学戦の中でメグミと仲直りして行く。
第43話では引退したなぎさに代わって主将となるが、なぎさほどの人望を得られず悩むが、なぎさから「自分なりのやり方で頑張っていけばいい」励まされ自信を得て行った。
ユリコ
声 - 鎌田梢
科学部に所属するほのかの親友。苗字は不明。
ほのかからの信頼は厚く、礼儀正しい彼女が名前で呼ぶ数少ない人物の1人。
発表会に出した雷実験装置「HONOKA1号」を人一倍熱心に研究、開発していた（彼女の功績を称え、装置は「YURIKO1号」と改名）。
『MH』では科学部副部長となり、頼れる先輩、有能な部員として後輩の面倒を見たり部長のほのかをサポートしたりするなど、ますます大きな存在となった。
野々宮（ののみや）
声 - 寺田はるひ
『MH』から登場。科学部に所属する1年生。
実験中によそ見をして私語をしていたため薬品の入ったビーカーを割るという不注意を犯し、部長のほのかに厳重注意され意気消沈して退部まで考えだすが、ユリコの心遣いでほのかとうち解けることができた。
永井 さゆり（ながい さゆり）
声 - 小野涼子
『MH』から登場。科学部に所属する2年生で、新部長。
引退するほのかに花束を贈呈する。普通のしっかり者のようで、ほのかを安心させる。
越野 夏子（こしの なつこ）
声 - 小清水亜美
なぎさ、ほのかのクラスメイト。桃色のヘアピン2本をつけている。
科学研究発表会の会場で京子とともにプリキュアを目撃したことがきっかけで、子供を相手に公園でキュアブラックのコスプレをするようになった。このコスプレの件を京子ともどもなぎさとほのかに警告されるが、ポイズニーに利用されて酷いめにあう。しかしその後も懲りずにプリキュアごっこを続けていた。
学園祭の舞台劇『ロミオとジュリエット』では、衣装を担当した。3年時の修学旅行でも自前の着物を持参するなど、京子とともに裁縫の腕前はかなりのものである。
森 京子（もり きょうこ）
声 - 名塚佳織
なぎさ、ほのかのクラスメイトで、耳の真上から下ろしたツインテールが特徴。
夏子とともにプリキュアの戦闘を偶然目撃し、キュアホワイトのコスプレをして公園の子供の前でプリキュアショーを開催していた（決めゼリフを「さっさとお家に帰りなさい!」と間違えていた）。このコスプレが原因で夏子ともどもポイズニーに利用されて怖い思いをさせられたことに懲りて、プリキュアごっこを辞めると宣言したものの、結局辞めておらず、なぎさとほのかも頭を抱えた。
裁縫が得意で、学園祭の舞台では夏子とともに衣装を担当したほか、よし美先生が結婚する際にクラスからのプレゼントとして、キルトのベッドカバー製作の技術監督を務めた。
柏田 真由（かしわだ まゆ）
声 - 渡辺明乃
なぎさ、ほのかのクラスメイトで、美術部に所属。なぎさに憧れ、ある日髪型を彼女を意識したものに変えた。
少し内向的な性格。
画家マリオ・ピッカリーニのファンで、無印第4話では社会科見学で美術館に行った際、バス内で恐る恐る手をあげ、美術館に展示されているピッカリーニの作品「星屑の晩餐会」をみんなに見てほしいと意見した。
ピーサードの手で美術館がザケンナーになった時に「星屑の晩餐会」の絵の中に入りこみ、戦後ようやく生還した。夢の中でピッカリーニに会ったと語っている。
無印第39話では、結婚を控えたよし美へのプレゼントである、手作りのキルト作りに参加。美術部での知識や腕前を生かし、デザインを担当していた。
谷口 聖子（たにぐち せいこ）
声 - 吉田小南美
なぎさ、ほのかのクラスメイト。髪の左側を四つ葉のヘアピンでとめているのが特徴で、性格は引っ込み思案。
男子中等部に転入して来たキリヤに好意を抱いていた。初めは1人で渡そうとしたラブレターを受け取ってもらえず、後に莉奈と志穂が強引にキリヤに手紙を渡そうとし、さらに二人が告白の後押しにほのかが関わっていたことを口走ってしまったことでキリヤが憤慨し、キリヤにラブレターを目の前で破られて泣いた（のちにキリヤが謝ったことでわだかまりはとけた模様）。
合唱コンクールでは、ピアノ演奏を担当した。
森岡 唯（もりおか ゆい）
声 - 城雅子
なぎさ、ほのかのクラスメイト。明るい性格で、よし美先生の結婚祝いにクラスでプレゼントを作ることを考案した。
なぎさの親友だが、彼女と同じく藤村に憧れる恋のライバルでもあった（本人に自覚なし）。そんなことは露知らず、なぎさに恋の相談をする。のちに藤村に告白するもふられたが、告白する勇気をもらったとなぎさに感謝を伝えた。
矢部 千秋（やべ ちあき）
声 - 中川亜紀子
無印第45話に登場。なぎさ、ほのかのクラスメイトで、メガネが合う知的な少女。
かなり生真面目で自他ともに厳しい性格。
音楽部に所属し、西部地区中学校合唱コンクールのベローネ学院代表に桜組を導く。そのもち前の音楽の才能を活かし、合唱曲の選曲やアレンジ、そしてコンクール本番では指揮を執るなど、クラスを牽引した。
小田島 友華（おだじま ゆか）
声 - 飯塚雅弓
なぎさ、ほのかの1年上の先輩で、科学部に所属する（しかし、あまり顔をだしていなかった）裕福な家庭のお嬢さま。
成績優秀、スポーツ万能、さらには容姿端麗で女子生徒の憧れの的。その文武両道ぶりからバレー、テニス、吹奏楽、茶道、英会話などさまざまな部活から助っ人を頼まれているが、精神的疲労を感じている。この心理をポイズニーにつけ込まれたことがあり、このときは友華に扮したザケンナーが多数出現したため、本物に目印を付けるべくなぎさによって顔に落書きされた(無意識だったため犯人がなぎさとは気づいていない)。
自由奔放ななぎさに惹かれ、彼女をよきライバルとして意識する。いつしかなぎさには自然体で接するようになり、周囲を驚かせた。弓子と同級生。
『MH』では学院高等部に進学したが、高等部でも同様に一目置かれた存在になっている。
多幡 奈緒（たばた なお）
声 - 菊池こころ
『MH』から登場。ひかりのクラスメートで、なぎさに憧れているショートヘアの少女。
美羽とともにひかりをフリーマーケットに誘い、孤独なひかりと徐々に仲よくなっていく。
バスケ部所属で、小柄な体をいかした軽快なフットワークが自慢。
高校生との3on3に、なぎさとひかりを巻き込み、ひかりに奇跡のロングシュートが生まれるきっかけを作る。ラストで、ひかりに「奈緒」と下の名で呼ばれ、親友となる。
古着選びが趣味。また、支倉一樹にも憧れをもっている。
映画スターのヤン様のファン。
加賀山 美羽（かがやま みう）
声 - 水沢史絵
『MH』から登場。ひかりのクラスメートで、左右で小さくしばった髪型をしている。
ほのかに憧れており、初登場時は彼女の物真似を披露している。
奈緒とともにひかりをフリーマーケットに誘い、硬かったひかりのこころを徐々にほぐしていく。ラストでは、ひかりから「美羽」と呼ばれ、親友となる。
奈緒と一緒に「なんてね、なんてね、なんてね」と踊ってみせたりしている。
映画スターのピラット・ブットのファン。

#### 男子中等部（男子高等部）
藤村 省吾（ふじむら しょうご）
声 - 岸尾大輔（現・岸尾だいすけ）
なぎさたちの1年上の先輩で、なぎさが憧れる存在。12月12日生まれ。サッカー部の主将を務める（背番号は10）。
容姿端麗で誠実な性格のため、男女問わず人気がある。ほのかとは互いに恋愛感情はないが、幼なじみの関係にあるため親しい。
あだ名は「藤P（ふじぴー）」で、初めて木俣やほのかに呼ばれたときは嫌がっていたが、のちになぎさに呼ばれた際は嫌がっていなかった。
木俣によると「得意技はバカ蹴り」。雪を見て雪だるまを作りたくなるなど、無邪気な一面もある。
『MH』では学院高等部に進学し、中学時代と同様にサッカー部に所属。1年生ながらレギュラーメンバーに抜擢された。
なぎさの声援を聞いてからファインプレイをみせるなど、彼もなぎさのことが気になっている描写があり、『MH』ではなぎさの誕生日を覚えていた。
木俣（きまた）
声 - 加藤木賢志
藤村と同じサッカー部に所属する親友（背番号は4）。陽気な性格でチームのムードメーカー。藤村と並んで最強コンビともいわれている。
祖父母（声 - 徳丸完、巴菁子）は田舎で農業を営んでおり、肩を痛めた祖父の手伝いをするため、藤村となぎさ、ほのか、キリヤに同行を願い出たこともある。
『MH』では藤村と同様に学院高等部のサッカー部に所属し、レギュラーメンバーに抜擢された。
なぎさと藤村を2人にしようとするほのかの思惑もあり、夏祭りには肝試しを提案して自作のくじ引きでほのかとペアになったり、クリスマスパーティでダンスの相手にほのかを誘ったりと、彼の方もほのかに気があるような素振りを見せている。
支倉 一樹（はせくら かずき）
声 - 飯田利信
省吾、木俣とは1年年下の生徒。バスケットボール部に所属する長身の少年。
自由奔放な性格で、ルックスも結構いいので女子に人気があり、莉奈も憧れていた。好みのタイプは元気な女の子。
恋にも積極的で、なぎさの体育祭での活躍ぶりを見て彼女に一目惚れし、校門前で突然告白して栗拾いに誘った。栗拾いの最中に戦いにまき込まれて気絶し、うすれる意識の中で戦闘中のキュアブラックの姿を見て、彼女こそ理想の人だと確信し、キュアブラックとなぎさが同一人物と気づかず、あっさりなぎさに告白の撤回をした。

### ゲストキャラクター

#### 第1期
ブレキストン
声 - 二又一成
故人。あらゆる物の真理に最も近づいた物理学者。ほのかが尊敬する人物で、彼女の部屋には彼の写真も飾ってある。
マリオ・ピッカリーニ
20世紀初頭のイタリアの画家。貧しい農家の三男として生まれ、畑仕事をしながら地道に絵を描いていき、世に認められた。なぎさ達が訪れた美術館で公開されていた彼の代表作は、ミップルが虹の園へやってきたその瞬間を描いたもの。
小熊
声 - 坂本千夏
第6話に登場。メップルが落としたプリズムホーピッシュを回収するため、なぎさとほのかが山梨県の山中に行ったときに遭遇した、ツキノワグマの小熊。親熊とはぐれてしまい、丸太に乗ったまま川に流されたところをなぎさが助けようとするも、カナヅチであることが災いしてなぎさまでもが丸太にしがみつき、その際に小熊はなぎさに足蹴を食らわせることになった。何とか助かり親熊と再会するも、今度は親熊がザケンナーに憑依され怪物化、攻撃を受けてしまう。プリキュアに変身したなぎさとほのかがゲキドラーゴと親熊に取り付いたザケンナーを追い払い、親熊とともに山中へと帰る。
強盗
声 - 園部啓一、永野善一、石川和之
第10話に登場。ほのかの誕生日に帰国した雪城夫妻が仕事で呼ばれた宝石店に押し入った3人組の強盗犯。元は真面目に働いていたサラリーマンだったが、勤務していた会社の社長が会社の金を持ち逃げしたため、強盗に走ってしまった。
銃を持っているように見せかけ、雪城夫妻と従業員を人質に金品を要求するも、それに物怖じしないほのかに逆に説教されて大人しくなり心動かされた。しかし今度は運悪くゲキドラーゴが押し入り、自分たちを諭してくれたほのかを守ろうとゲキドラーゴに立ち向かうも、デコピン一発で3人とも気絶してしまう。戦後は無事意識を取り戻し乗り込んできた警察に大人しく逮捕され、「罪を償って一からやり直す」とほのかにお礼を言い連行される。
モコ
声 - くまいもとこ
第22話に登場。忠太郎が河原で見つけた子犬。飼い主のアキオ（声 - 菊池心（現・菊池こころ））が引っ越しの際、引っ越しのトラックから落ちて離ればなれになってしまった。なぎさとほのかが首輪に書かれていた名前と住所からアキオの家を辿っていき、忠太郎がモコに染みついたアキオのにおいを辿ったことで無事アキオと再会できた。なお、この話のこの2匹の会話は人語に訳されている。

#### Max Heart
中尾（なかお）
声 - 滝知史
『MH』に登場。アカネの会社員時代の後輩。タコカフェをたびたび訪れ、アカネに会社へ戻り、彼女が始めたプロジェクトに復帰するよう説得するが、アカネとひかりがタコカフェへ寄せる情熱に負け、説得を諦める。アカネに密かな恋心を抱いているらしく、彼女に「もう一つのお願い」としてデートを申し入れている。
甘井（あまい）
声 - 松谷彼哉
『MH』第10話に登場。なぎさ達のクラスが見学実習で訪れたケーキ工場のオーナーを務める女性。
子ヤギ
声 - 水田わさび
『MH』第12話で、アカネが出張出店でナデシコ牧場へ出向いたとき、手伝いについて来さされたなぎさたちと出会った。主にひかりによく懐く。
大輝（だいき）
声 - 岡村明美
『MH』第21話に登場。ひかりと同年齢くらいの少年。七夕の当日、母親と喧嘩して家を飛び出し、ひかりと偶然出会う。ひかりと意気投合しともに遊んだ後、「鳥のようにどこまでも飛んでいきたい」と言うが、ひかりの「鳥も翼をたたんで休める場所が必要」という言葉や、アカネとひかりの触れ合いを見て、家に帰ろうと決心。ひかりに、珍しい石をプレゼントして、若葉台を去る。
植田（うえだ）
声 - 田村勝彦
『MH』第27話に登場。アカネの大学時代の友人の親で、妻（声：松岡洋子）とともに梨園を営んでいる。アカネがタコカフェの新メニューの素材を調達しに来た際、一緒に付き添ったなぎさ達に梨の収穫を体験させる。
アリサ
声 - 沢城みゆき
『MH』第29話に登場。ひかりがタコカフェで偶然出会った少女。兄(声 - 木下紗華)を強く慕い、ルルンのシンパシーを呼ぶ。公園で遊んでいた時に熊のぬいぐるみを落としてしまい、兄が探している間タコカフェで待っていた。ひかりが目を離した隙に兄を探しに行ってしまい、ウラガノスに襲撃される。
水戸屋のおばさん（みとやのおばさん）
声 - 峰あつ子
『MH』第32話に登場。ほのかが幼いころから贔屓にしていた老舗の団子屋。ほのかの紹介でなぎさ達が桜組の学校新聞取材で訪れた際、同店を畳むつもりであることを仄めかしたが、ほのかが学校新聞に寄稿した水戸屋を慕う記事内容に胸打たれ、店を続ける勇気を得る。
笹野（ささの）
声 - 長島雄一
『MH』第34話に登場。なぎさたちが修学旅行で京都を訪れた際に出会った映画村の小道具係。なぎさの好きな古い時代劇のセットもこの人が手がけたと知り、なぎさは欣喜雀躍。特に忍者劇に使用したガマの着ぐるみは、彼の若いころの思い入れ深い張り子だったが、ウラガノスによってザケンナー化させられてしまう。
望（のぞみ）
声 - 川田妙子
『MH』第36話に登場。タコカフェが滞在する公園の近くに住む幼い少女で、大変大人しい性格。たまたまポルンとルルンを見つけ、ぬいぐるみだと思って家へ持ち帰る。独り遊びしているうち、父(声 - 滝知史)の大切にしていた模型を誤って壊してしまう。そのため出張から帰ってくる父を迎えに行くのを躊躇っており、母(声 - 氷青)から心配されていた。陰からのポルンの声に励まされ、父に謝ることにし、父から許された。そして、ポルンらを探し回っていたひかりにポルンとルルンを返し、なぎさらが持つメップルたちと同種のぬいぐるみということにして沈静化する。
永沢 勝子（ながさわ かつこ）
声 - 折笠富美子
『MH』第39話に登場。ベローネ学院ラクロス部の宿敵である御高倶学園女子ラクロス部の主将。生真面目で厳格な性格であり、ラクロスの攻撃陣形もコンピューターの如き正確さを選手らに求める。1年の時はベンチで、1年の時からスタープレイヤーのなぎさにあこがれていた
決勝で対戦することになったベローネの敵陣偵察を兼ねた敵将への挨拶のためなぎさを訪ねるが、そのままタコカフェに誘われ、なぎさのお気楽でフレンドリーな姿勢に肩透かしを食わされてしまった。試合でも自分達と好対照のプレーをするベローネに圧倒され、なぎさに脱帽。最後は握手して、友好を深め合う。
木村（きむら）
声 - 道添愛美
『MH』第39話に登場。御高倶学園女子ラクロス部のレギュラーで、比較的長身。主将の永沢に精密機械のような正確さを求められていたが、決勝でなぎさによってのびのびプレーの大切さを知った永沢に、自由にプレーしてよいと言われ、生き生きしてくる。
山中（やまなか）
声 - 埴岡由紀子
『MH』第39話に登場。御高倶女子学園ラクロス部のレギュラー選手。木村と対照的に比較的小柄。主将の永沢に正確さを優先した陣形を押さえ付けられていたが、決勝でなぎさによってのびのびプレーの大切さを知った永沢に自由なプレーを許され、木村同様それまで感じたことのない生き生きしたプレーを見せる。
柴田 祐二（しばた ゆうじ）
声 - 渡辺久美子
『MH』第40話に登場。亮太が有名バドミントンクラブへの入会試験の際、ペアを組んだ小学生。亮太と同じく小さいころからバドミントン好きであり、自分の力を試したくて入会試験に参加したなど、共通点があることから亮太と仲良くなる。素直な性格で、勝ち負けに拘らず純粋にプレーを楽しむ、バドミントンを心から愛する少年。
高田（たかだ）
声 - 奥島和美
『MH』第40話に登場。亮太が入会試験を受けた有名バドミントンクラブの生え抜き有望選手。その年に準優勝したほどの実力の持ち主。亮太が祐二と組んで対戦。亮太組はやはり敗れるが、2人の取り組みを認めたコーチに入会を勧められた際、自らも亮太達と一緒に練習したいと入会を後押ししてくれた。

### ゲーム版のキャラクター
ハカセ
声 - 山口健
テレビシリーズの派生作品『ふたりはプリキュアMaxHeart DANZEN!DSでプリキュア 力を合わせて大バトル‼』に登場するキャラクター。なぎさたちの前に突如として出現した新たな敵。
眼鏡をかけている初老の男性怪人であり、銀色のセミロングヘアが特徴。薄い緑が基調のロングコートを着用している。
理由は不明だがプリキュアの抹殺を目的に掲げ、プリキュアたちに倒された怪物の「ザケンナー」たちを復活させ、そのザケンナーたちを使役してプリキュアたちを襲撃してくるが、同じくザケンナーを使役する「ドツクゾーン」との関係性は不明である。
闇の科学者として活動しており、とある遊園地の地下にある研究所を本拠地にしているが、研究内容は不明である。
物語終盤にて、すべてのザケンナーを倒されたことでプリキュアたちに追いつめられるが、今まで倒されたザケンナーたちを吸収することで最終形態へと変貌し、その強大な闇の力でプリキュアたちを圧倒する。しかし、結果的にはプリキュアたちに逆転されることになり、最終的には彼女たちの必殺技である「プリキュア・マーブル・スクリュー・マックス」を受けて断末魔とともに消滅した。

## プリキュアの設定
ミップル曰く、光の使者。カードコミューンにクイーンのプリキュアカードをスラッシュし、なぎさとほのかが手を繋ぎ合わせ「デュアル・オーロラ・ウェイブ!」という掛け声をあげることで変身する。変身後は「闇の力のしもべ達よ!」（ホワイト）「とっととお家に、帰りなさい!」（ブラック）という決めゼリフが入る。初変身となった『無印』第1話では、変身時の決めポーズや決めゼリフは無意識に行っていたようで、自身の行為に自分で驚き変身後の姿にも戸惑う仕草をするが、『MaxHeart』ではコスチュームの懐かしさと差異を述べる。必殺技なども2人が揃って手を繋がなければ使用することは出来ない。立ち位置は向かって左がブラック、右がホワイトになる。シャイニールミナスは単独で登場する。
変身すると身体能力が向上し、パワーやジャンプ力も常人を超えたものとなり、それを生かした肉弾戦闘を主に得意とする。その怪力は凄まじく、ザケンナーを薙ぎ倒したり、ワイヤーの切れたエレベータを力づくで止めるなど計り知れない。防御力も向上し、気絶した一般人が吹き飛ばされた際には、身代わりにクッションとなることもあった。また、戦闘によって起こった周囲の地形、建築物などへの被害は戦いの後に自動的に修復される。
プリキュアとドツクゾーンとの戦いは人目を避けて行われており、また戦う前にプリキュアが異空間のようなものに引きずり込まれたり、一般人が皆眠りに付くといった展開もしばしば起こるため、全編を通してプリキュアが戦っているという世間一般における認知度は低い。一方で目撃者が現れる場合もあり、喧伝されるなどしてなぎさたちを困らせたこともある。
『MH』からはハートフルコミューンによって変身するようになる。使用時はクイーンのプリキュアハートをセットし、ハートセンサーに手を通すことで以前と同様に変身する。外見上コスチュームは目立った変化はないが、胸のリボンにハート型のジュエルが追加され、イヤリングが銀色から金色に変更されているなど、それぞれ細部は細かく変更されている。必殺技や基本能力などもパワーアップしている。
クロスオーバー作品では全て『MaxHeart』のコスチュームで登場する。
キュアブラック
カードコミューンとなったメップルの力で美墨なぎさが変身するプリキュア。コスチュームはスカート丈の短い黒のドレスとスパッツを組み合わせた物で、動き易さに重点を置いており、『無印』のみ、へそ出しルックになっている。装飾品はハートのイヤリングと胸にピンク色のリボンをつけており、髪飾りはつけていない。髪は首周りが若干伸び、前髪も左になびく程度でホワイトと比較すると変化が少ない。黒のコスチュームと補色のピンクが相まって全体的に精悍なイメージとなっており、ベルトはガンホルダーを意識したものとなっている。戦闘ではパンチやキックなどの打撃系が中心のパワー型。特に連続打撃系の技を多用し、息をつかせぬ勢いで相手に打ち込んでいくパワフルな戦闘を得意とする。一撃の威力も高く地面をパンチで崩して敵にダメージを与えたり、腕を高速で回すことで威力を増強させるなどのシーンも見られた。カンフーの構えを見せ、棒術で戦ったこともある。
『MH』ではハートフルコミューンとして復活したメップルとともに変身し、能力がパワーアップした。コスチュームはへそ出しではなくなり、ピンクのハートの飾りがついた同色の腰飾りが追加され、スカートなどのフリルも二重構造に変わっている。
キュアホワイト
カードコミューンとなったミップルの力で雪城ほのかが変身するプリキュア。コスチュームはパラソルのようなスカートを基調とした純白のドレスで、白のコスチュームと補色の水色が相まって全体的に柔らかいイメージとなっている。装飾品はハートのイヤリングと胸に水色のリボンをつけている。髪は変身前のロングヘアーから頭頂部で青色のハートがついた水色のリボンで結ったポニーテールとなる。戦闘での打撃は足技や回転系の技が中心で、体が柔軟なため、敵を投げたりいなす類の合気道系統の技も多用。精神的なタフさがあり、真っ先に敵へ説教をするなどブラックをリードする場面も多く見られる。
『MH』ではハートフルコミューンとして復活したミップルとともに変身し、能力がパワーアップした。ブラックとは対照的にコスチュームに大きな変化は見られないが、フリルが多少大きくなり、スカートの上にさらに装飾が追加され、コミューンを吊るすパーツも大きめの金具に変化する。
装備品
レインボーブレス
無印第30話より登場。プリズムストーンのパワーを得たポルンの力によって、腕に取り付けるブレス型の強化アイテム。装着者によってハートの部分の色と装着部位が違い、ブラックのものはピンク色で右腕に、ホワイトのものは水色で左腕に装着される。装備すると能力が上昇するうえに体力も回復し、「プリキュア・レインボー・ストーム」が使用可能になる。『MH』では登場しない。
スパークルブレス
『MH』の第23話より登場するブレス型の強化アイテム。装着者によってリボンの色と装着部位が違い、ブラックはピンク色で右腕に、ホワイトは水色で左腕に装着される。装備すると能力が上昇する他、必殺技が強化される。装着の際は両腕を風車のように回してからポーズをとる。必殺技を使用すると中心のスクリュー部分からそれぞれ黒と白の電撃が走る。

### シャイニールミナス
『MH』第5話から登場する輝く生命。タッチコミューンとなったポルンの力で「ルミナス・シャイニング・ストリーム!」という掛け声とともに九条ひかりが変身した姿である。名前の通り厳密にはプリキュアに含まれない。変身後「光の心と光の意志、総てをひとつにするために!」という決め台詞がある。
コスチュームの基本カラーはピンク色で、装飾品は黄金色のハートのイヤリングと胸に赤色のハートがついたピンクのリボンをつけている。髪は変身前の左側に結っている三つ編みから赤いリボンで結ったボリュームのある長いツインテールとなる。プリキュア同様に跳躍力や走力などの身体能力が大きく上昇しているが戦うことは苦手で、単独で攻撃する技をもたないなど、戦士ではないとされている。初登場時には空中回転した後で尻餅を付くなど、プリキュアとは違って戦士ではないということをアピールする演出も加えられている。その後の戦闘でもプリキュアのように真っ向から敵に向かっていくということはせず、敵の攻撃をひたすら避けたり、後方支援に徹している。アイテムの力で強力なバリアを発動させることも可能。
装備品
ハーティエルバトン
ルミナス・ハーティエル・アンクションを発動させるためのアイテムでルミナスの標準装備。ルミナスの呼びかけに応じ、宇宙から飛来してくる。ハートモードとバトンモードが存在し、後者は技の発動時の形態で、弓のように変形する。ルミナスの強大な力を暗示するかのように巨大化して描かれるシーンも存在する。スーパープリキュアに変身した際は、カラーリングが若干変わる。
ハーティエルブローチェ
シャイニールミナスの防御用アイテム。ハーティエルブローチェを胸のリボンに付けることによって、強力なバリアを張ることも出来る。
必殺技
ルミナス・ハーティエル・アンクション
ハーティエルバトンを用いたシャイニールミナスの単独必殺技。ルミナスが「光の意思よ!私に勇気を!希望と力を!」と叫ぶことで発動する。発動時にバトンを空中に放つと同時に、腰を低く落とした独特のポーズを取るのが特徴。バトンは発射直前に1回転する間にワイプしながら拡大し、発動後に元の大きさに戻って消える。虹色の光のパワーで邪悪な気を中和して、敵の動きを停止させたり、逆にプリキュアには力を与えるサポート系の拘束技。

### 共通・合体必殺技
キュアブラック・キュアホワイト（第1期）
本作品でのプリキュアの必殺技は必ず2人が揃うことで使用可能になるため、単独の必殺技は存在しない。
プリキュア・マーブル・スクリュー
第1期での必殺技であり、『MH』ではさらに強化されることになる本作品のプリキュアにおける基本技。ブラックが「ブラックサンダー!」、ホワイトが「ホワイトサンダー!」と叫び雷を召喚し、同時に片手のひらから放つことで黒と白の螺旋状の激しい雷撃を生み出され、威力を発揮する。技の掛け声は「プリキュアの美しき魂が!」（キュアホワイト）・「邪悪な心を打ち砕く!」（キュアブラック）。
プリキュア・レインボー・セラピー
第1期前半で使用。半球形のオーラで、ザケンナーに取り付かれた生物から、ザケンナーを取り除く技。ブラックが「ブラックパルサー!」、ホワイトが「ホワイトパルサー!」と叫びオーラを召喚する。技の掛け声は「闇の呪縛に囚われし者たちよ!」（キュアホワイト）・「今、その鎖を断ち切らん!」（キュアブラック）。
プリキュア・レインボー・ストーム
レインボーブレスを装着することにより使えるようになった第1期後半からの技。技の掛け声は「希望の力よ! 光の意志よ!」（キュアホワイト）・「未来へ向かって、突き進め!」（キュアブラック）。既存の技とは異なり、名前の通り虹色の光線を発射する。
キュアブラック・キュアホワイト （『MH』）
『MH』では、前述した第1期の技は一切使用していない。
プリキュア・マーブル・スクリュー・マックス
『MH』から使えるようになったプリキュアの必殺技。技の掛け声などはプリキュア・マーブル・スクリューと同様であるが、発射する前に雷撃の篭った手を大きく引いた後、「マックス!」という掛け声とともに手を突き出し、エネルギーを発射するようになった。発射するエネルギーは、白い光線に黒い雷撃が亀裂のようにはしったようなものになった。
プリキュア・マーブル・スクリュー・マックス・スパーク
『MH』後半でスパークルブレスを装着したプリキュアの必殺技。技の掛け声や動作はプリキュア・マーブル・スクリュー・マックスと同様であるが、発射中にスパークルブレスが発動し、それに合わせて「スパーク!」という掛け声をかけることで光線が虹色に変化し、相手を飲み込む。(２３話)
キュアブラック・キュアホワイト・シャイニールミナス
エキストリーム・ルミナリオ
3人の合体技。シャイニールミナスが持つハーティエルバトンを頭上に掲げ、溢れ出た光の洪水がブラックとホワイトを浴びせ、「漲る勇気!」（キュアブラック）・「溢れる希望!」（キュアホワイト）・「光輝く絆とともに!」（シャイニールミナス）という掛け声で、3人同時に力を押し出し、前方にハート型の虹色エネルギーから強力な金色の光波を発射する。三方向に分けて放つことも出来る。
エキストリーム・ルミナリオ・マックス
最終回のみで使われた、クイーンとして覚醒したシャイニールミナスとプリキュアとの合体必殺技。エキストリーム・ルミナリオとの違いはスパークルブレスを装備していること。

### 関連アイテム
カードコミューン
第1期で登場。メップルとミップルは普段この姿である。メップルはピンクタイプ、ミップルは水色タイプのコミューンに変身する。なぎさ・ほのかがプリキュアに変身するときや、メップル・ミップルのお世話には「プリキュアカード」を使う。
ハートフルコミューン
『MH』で登場。メップルとミップルが生まれ変わった姿で帰ってきた際、変身出来るようになった。前作同様メップルはピンクタイプ、ミップルは水色タイプのコミューンに変身する。なぎさ・ほのかがプリキュアに変身するときや、メップル・ミップルのお世話には「プリキュアハート」を使う。
プリキュア手帳
石の番人ウィズダムが出現した時に，プリキュアに授けた交換日記用ノート型のアイテム。互いが思いを書いた、二人の関係は修復されていた。
プリティコミューン
第1期の登場アイテムの一つ。ポルンが虹の園で体力消耗を避けるための姿。
ミラクルコミューン
『MH』の登場アイテムの一つ。ルルンが虹の園で体力消耗を避けるための姿。
タッチコミューン
九条ひかりの変身アイテム。ポルンは普段この姿である。
プリズムストーン
青、赤、緑、水色、オレンジ、黄色、紫の色をした七つの宝石。全てを生み出すという力を秘めている。メップル、ミップルおよびダークファイブが所持していた。ウィズダムは、これらを「石」と「力」に分けることができる。
プリズムホーピッシュ
プリズムストーンを収納するハート型の容器。プリズムストーンを守る石の番人・ウィズダムが宿っており、プリズムストーンの力を発揮できる。
プリズムラブチェッカー
ラブラブ度が計れる光の園の相性をチェックした占いをするアイテム。
クイーンチェアレクト
『MH』の登場アイテムの一つ。九条ひかりを持つ12体のハーティエルの居場所となるアイテム。

## 作中用語
光の園
メップル、ミップル、ポルンなどの妖精たちが住まう世界。
ドツクゾーン
ジャアクキングが治める闇の世界。光の園とは対比関係のような形にあり、光の園のクイーンが力を減退させればドツクゾーンの闇の力は増大する。
虹の園
なぎさやほのかが住むこの世界（=地球）のこと。光の園やドツクゾーンの存在はほとんど知られていないが、過去の時代でも、光の園の住人が虹の園にやってきている。
小泉学園（こいずみがくえん）
なぎさやほのかが住む町の名称。町には「西急電鉄」の駅や商店街、科学館などが存在する。名前のモデルは制作会社の東映アニメーションが存在する「大泉学園」。かつて戦災により焼野原となったことがある。なお歴代プリキュアが住む町の中では珍しく「海」が存在しない。
シリーズ第21作『わんだふるぷりきゅあ!』では猫屋敷まゆ（キュアリリアン）が転校前に通っていた学校として名前が出てくるが、関連性については描かれていない。
ベローネ学院
なぎさやほのかが通う私立学校で中等部と高等部が存在する。男子と女子では校舎と校門が分けられている。制服は男女とも左胸にワッペンがある臙脂色のブレザーで、男子は青緑色のスラックス、女子はチェック柄入りの同色のスカートとなっている。また、男子はストライプが入った青色のネクタイ、女子は同柄同色のリボンをしている。制服は中等部、高等部とも同じデザインである。
ANGEL LAND（エンジェルランド）
小泉学園にある遊園地。モデルはとしまえん。「初代」第1話で、夜、なぎさとほのかがここに導かれ、メップル・ミップルと出会い、そしてピーサードに襲われた事で、二人はプリキュアに覚醒、プリキュアが誕生した。その後同第32話ではポルンを追ってなぎさ・ほのかが来園した。
「MH」では第30話と第42話で登場、第30話ではなぎさ・ほのかとメップル・ミップルはひかり・ポルン・ルルンを連れて来園し、「初代」第1話でザケンナー化されたジェットコースターで遊んだ。そこへサーキュラスが襲い、シャイニールミナスはハーティアルブローチェを入手した。第42話ではなぎさとほのかが、藤村・木俣と共にスケート場で遊んだ。
TAKO CAFE（タコカフェ）
『MH』より登場する、アカネが経営する移動たこ焼き屋台。第1期の移動屋台に比べて什器が充実し、クレープやパフェも提供できるようになった。ひかりも手伝っている。
オールスターズ映画では『DX』・『NewStage2』・『春のカーニバル♪』に登場、『DX』では本作品同様、小泉学園で店を営んでいたが、そこへ『Yes!プリキュア5 / Yes!プリキュア5GoGo!』ののぞみ達6人がたこ焼きを買いに来るも、ルルンとフュージョンが現れて戦闘となるが、EDでは当時14人の全プリキュアが来店し、たこ焼きを買った。『NewStgae2』では場所は不明ながらなぎさとほのかが来店し、ひかりが手伝っている最中、「妖精の世界」から「プリキュアパーティ」の招待状が舞い降り、3人は「妖精の世界」へ出発。『春のカーニバル♪』でも場所不明ながらなぎさ・ほのかが来店し、ひかりが手伝っている時、「ハルモニア」から「春のカーニバル」の招待状が舞い降り、3人はハルモニアへ出発した。
またその前の短編作『ちょ〜短編 プリキュアオールスターズ GoGoドリームライブ』では、スタジアム前に出店、これからスタジアムへ行くなぎさ・ほのか・ひかり（なぜか手伝ってない）がたこ焼きを買い、その後ろには、本作品の志穂と莉奈、そして『5 / GoGo!』の増子美香が並んでいた。
『NewStage2』ではこの他、四葉ありす（キュアロゼッタ）がプリキュア仲間を招いて開いたお茶会の席上、この店のたこ焼きが出されていた。『みんなで歌う♪奇跡の魔法!』では、エピローグでのプリキュア達の花見の席上、なぎさとほのかがたこ焼きを食べていたが、この店の物かは不明。
御高倶女子学園（おたかくじょしがくえん）
無印第1話冒頭のラクロス勝負を始め、スポーツや合唱コンクールでベローネ学院の対戦相手となる学校。無印では「御高倶女子中学」と呼称されていた。
ラクロスなどのスポーツのユニフォームは、白とやや橙色がかった黄色だが、制服は『MH』第39話で唯一登場（永沢キャプテンが着用していた）、薄い紺色のブレザーとスカートといった、比較的地味な色だった。

## 主題歌

### 『ふたりはプリキュア』
オープニングテーマ「DANZEN！ ふたりはプリキュア」
作詞：青木久美子、作曲：小杉保夫、編曲：佐藤直紀、歌：五條真由美
同作品でラジオ関西賞（主題歌賞）を受賞。
エンディングテーマ「ゲッチュウ！らぶらぶぅ？！」
作詞：青木久美子、作曲・編曲：佐藤直紀、歌：五條真由美
プリキュアシリーズのエンディングとしてはこの曲のみ1年間を通じて使用された。映像では様々なキャラクターが行進している。終盤ではダークファイブやザケンナーも登場する。
第30話よりダークファイブが種の三者に差し替えられ、終盤の映像にもポルンが加えられた。
挿入歌
「Heart to Heart」(第21話）
作詞：青木久美子、作曲：浅田直、編曲：佐藤直紀、歌：中嶋朋子
「☆SHINING STAR☆」（第26・46話）
作詞：青木久美子、作曲：浅田直、編曲：佐藤直紀、歌：中嶋朋子
「ゲッチュウ！らぶらぶぅ？！〜VERONE Chorus Version〜」（第45話）
作詞：青木久美子、作曲・編曲：佐藤直紀、歌：本名陽子&ゆかな&ヤング・フレッシュ
「Beautiful World」(第49話）
作詞：青木久美子、作曲：横田乃理子、編曲：上杉洋史、歌：うちやえゆか

### 『ふたりはプリキュア Max Heart』
オープニングテーマ「DANZEN！ ふたりはプリキュア (Ver.Max Heart)」
作詞：青木久美子、作曲：小杉保夫、編曲：佐藤直紀、歌：五條真由美
『映画 プリキュアオールスターズ 春のカーニバル♪』では挿入歌として使われ、同曲のPVシーン（なぎさたちの回想シーン）が流れていた。
エンディングテーマ
「ムリムリ？！ ありあり！！ INじゃぁな〜い？！」（第1 - 36話）
作詞：青木久美子、作曲・編曲：佐藤直紀、歌：五條真由美、ヤング・フレッシュ
「ワンダー☆ウィンター☆ヤッター！！」（第37 - 47話）
作詞：青木久美子、作曲：間瀬公司、編曲：佐藤直紀、歌：五條真由美

挿入歌
「ここにいるよ」(第8話）
作詞：青木久美子、作曲：浅田直、編曲：佐藤直紀、歌：藤田美歌子
「旅立ちの朝に」(第47話）
作詞：青木久美子、作曲：小杉保夫、編曲：井上日徳、歌：五條真由美
最終回で、キャスト陣が歌うオリジナルヴァージョンであり、発売されていない。

## 音楽
2作品とも、劇中のBGMは佐藤直紀による。佐藤は本作品以降も『5GoGo!』まで一貫して音楽を担当しており、またこの期間中は本作品用に製作されたBGMが流用されることもあった。

## スタッフ
- プロデューサー（無印） - 西澤萠黄（第1話 - 第12話） → 土肥繁葉樹（第13話 - 最終話）（朝日放送）、高橋知子（第1話 - 第41話） → 鶴崎りか（第42話 - 最終話）（ADK）、鷲尾天（東映アニメーション）
- プロデューサー（Max Heart） - 土肥繁葉樹（第1話 - 第15話） → 大野逸雄（第16話 - 最終話）、亀田雅之（第37話 - 最終話）（朝日放送）、鶴崎りか（ADK）、鷲尾天（東映アニメーション）
- 原作 - 東堂いづみ
- 連載 - 講談社「なかよし」
- シリーズ構成 - 川崎良
- 音楽 - 佐藤直紀
- 製作担当 - 坂井和男
- 美術監督 - 行信三
- 色彩設計 - 沢田豊二
- キャラクターデザイン - 稲上晃
- シリーズディレクター - 西尾大介
- 美術補佐 - 小菅三佳→長恵美子
- 色指定 - 大谷和也、衣笠一雄、沢田豊二、秋元由紀、小日置知子
- デジタル撮影 - 東映ラボ・テック
- CG製作 - 川崎健太郎
- 編集 - 麻生芳弘
- 録音 - 川崎公敬、渡辺絵里奈
- 効果 - 石野貴久（サウンドリング）
- 選曲 - 水野さやか
- 記録 - 沢井尚子
- 美術進行 - 北山礼子
- 仕上進行 - 黒田進
- 演技事務 - 小浜匠
- アニメーション制作 - 東映アニメーション
- 制作協力 - 東映
- 制作 - 朝日放送、ADK、東映アニメーション

## 各話リスト
- 以下断りのない限り、放送日は日曜の日付を示す。臨時枠移動により日曜以外に放送したものは曜日も併記、さらに通常の放送時間以外に放送された場合にはその旨注釈にて示す。
- 特番やスポーツ中継などによる放送の休止・日時変更は以下の通り。下記以外にも、全米オープンゴルフ選手権大会など年末年始のように特別番組などで休止となる週もあった。
  - 2004年8月8日・15日…制作局の朝日放送では「無印」時代のみ、『第86回全国高等学校野球選手権大会』中継のため臨時枠移動を実施[注 30]（下記の表を参照）。「Max Heart」時代は高校野球の中継放送の開始時刻が9時30分などであったため、全地域で通常通りの放送となった。
  - 2005年7月24日・7月31日…『世界水泳モントリオール2005』中継のため休止。
  - 2005年1月2日、2006年1月1日…年始特番編成のため、休止。

## 漫画版
ふたりはプリキュアおよびふたりはプリキュア マックスハートは、原作・東堂いづみ、まんが・上北ふたごによって漫画作品が描かれている。漫画版における『マックスハート』の表記はカタカナ。
連載版
『ふたりはプリキュア』は「なかよし」（講談社）にて2004年3月号から2005年2月号まで連載。『ふたりはプリキュアマックスハート』は2005年3月号から2006年2月号まで連載。いずれも8 - 16ページのショートコミック扱いだった。
アニメで中核となっている変身・戦闘の要素をまったく含まず、オリジナルエピソードでなぎさとほのか（『マックスハート』ではひかりを含めた3人）の中学生としての日常を描く、タイアップとしては異色の作品。
単行本
『ふたりはプリキュア』の単行本はアニメ完結に合わせて講談社から発売された。全1巻。変身・戦闘を含めてアニメのストーリーを追う描きおろしを半分以上、連載版の日常エピソードを4話のみ収録という変則的な形のものである。
- ふたりはプリキュア：ISBN 4-06-334971-3：なかよし2004年5月号・7月号・10月号・12月号掲載分、および描きおろし

『ふたりはプリキュアマックスハート』は、連載版は単行本化されていない。映画2作に合わせて描きおろしの単行本が各1巻発売された。
- 映画 ふたりはプリキュア マックスハート：ISBN 4-06-334994-2
- 映画 ふたりはプリキュア マックスハート2 〜雪空のともだち〜：ISBN 4-06-372099-3

2014年12月1日にプリキュアシリーズ10周年となかよし創刊60周年を記念し、「プリキュアコレクション」と銘打ってワイドKCなかよしより『ふたりはプリキュア』全2巻、『ふたりはプリキュア Max Heart』全1巻が発行、また2015年6月5日には映画2作の単行本も同コレクションとして復刊している。
- ふたりはプリキュア1 プリキュアコレクション：ISBN 978-4-06-337813-9
- ふたりはプリキュア2 プリキュアコレクション：ISBN 978-4-06-337814-6
- ふたりはプリキュア Max Heart プリキュアコレクション：ISBN 978-4-06-337815-3
- 映画 ふたりはプリキュア Max Heart プリキュアコレクション：ISBN 978-4-06-337827-6
- 映画 ふたりはプリキュア Max Heart2 〜雪空のともだち〜 プリキュアコレクション：ISBN 978-4-06-337828-3

## 映画
『Max Heart』の放送期間中に、以下の2作品が制作・上映された。監督はいずれも志水淳児が担当。
映画 ふたりはプリキュア Max Heart
2005年4月16日公開。
映画 ふたりはプリキュア Max Heart 2 雪空のともだち
2005年12月10日公開。

## クロスオーバー映画
ちょ〜短編 プリキュアオールスターズ GoGoドリームライブ
2008年11月8日公開『映画 Yes!プリキュア5GoGo! お菓子の国のハッピーバースディ♪』の同時上映作。本作品からブラック・ホワイト・ルミナスが登場、メップル達4妖精はEDのみに台詞無しで登場。前述の通り、冒頭にアカネ・志穂・莉奈が脇役として登場し、ラスト近くのライブ会場ではアカネ達3名の他、プリキュアの家族（なぜか海外在住の雪城夫妻まで）・ベローネ学院の生徒・校長先生・米槻教頭先生を始め、長編オールスターズ映画では登場したことが無い竹野内先生・友華・支倉・「キリヤ似の少年」、そしてレギーネに似た人物が、観客役で登場している。
映画 プリキュアオールスターズDX みんなともだちっ☆奇跡の全員大集合!
2009年3月20日公開。前述の通り、「TACO CAFE」にのぞみ達が来店する一方、本作品のなぎさ・ほのか・ひかりは、次作品『ふたりはプリキュア Splash Star』の舞台である「海原市夕凪」に行き、「ベーカリーPANPAKAパン」と「大空の樹」に訪れる。そして最後のダンスコンテストでは、ユリコや藤村などのベローネ学院の生徒・亮太が観客として登場。
映画 プリキュアオールスターズDX2 希望の光☆レインボージュエルを守れ!
2010年3月20日公開。プリキュア達の家族（ここでも雪城夫妻が登場）・ベローネ学院の関連者・アカネ・『映画 MH』の「妖精騎士団」全員・『映画 MH2』の雲の園の老師とムタが脇役として登場。これらのうち、セリフがあったのは志穂の他に「妖精騎士団」のマーキーズのみ。敵「ボトム軍団」には、「闇のファイター」のウラガノスのみが軍団員として再生。
映画 プリキュアオールスターズDX3 未来にとどけ! 世界をつなぐ☆虹色の花
2011年3月19日公開。こちらも家族（雪城家はさなえのみ）・ベローネ学院の生徒（莉奈・志穂・奈緒・美羽）・アカネ・『映画 MH』のラウンドとマーキーズとオーバルとトリリアントとハート・『映画 MH2』のひなたと老師とムタと雲の園の妖精一匹が登場、台詞が有ったのは志穂だけ。さらに映画の敵である魔女・フリーズンとフローズンが敵首領「ブラックホール」によって再生され、「ダークライズ」の一員となる。
映画 プリキュアオールスターズNewStage みらいのともだち
2012年3月17日公開。プリキュア2人・シャイニールミナスが登場するがセリフは無い。妖精はルルンのみ登場。
映画 プリキュアオールスターズNewStage2 こころのともだち
2013年3月16日公開。追加妖精のポルンとルルンは除いて、『DX3』以来2年ぶりに声付きで登場となった。
映画 プリキュアオールスターズNewStage3 永遠のともだち
2014年3月15日公開。キュアブラックとキュアホワイトのみ声付きで登場。OPではザケンナー、本編前半部では弓子が脇役として登場。
映画 プリキュアオールスターズ 春のカーニバル♪
2015年3月14日公開。キュアブラックとキュアホワイトが声付きで登場し、妖精はメップルが『NS2』以来声付きで登場。また、ベローネ学院の生徒（志穂・莉奈・省吾・木俣・奈緒・美羽）・光の園の長老・ウィズダム・ザケンナー・『映画 MH』の「妖精騎士団」全員・『映画 MH2』のひなたと老師とムタが脇役として登場。
映画 プリキュアオールスターズ みんなで歌う♪奇跡の魔法!
2016年3月19日公開。キュアブラックとキュアホワイトが声付きで登場し、妖精はルルンが『DX3』以来声付きで登場。また、敵側ではジャアクキングが登場。
映画 HUGっと!プリキュア♡ふたりはプリキュア オールスターズメモリーズ
2018年10月27日公開。プリキュアシリーズ15周年を記念し、公開時の現役である『HUGっと!プリキュア』が本作品とクロスオーバーする。同作品ではキュアブラックとキュアホワイトは『MH』の姿で登場する。
映画 プリキュアオールスターズF
2023年9月15日公開。プリキュアシリーズ20周年を記念したオールスターズ映画で、本作品を含む歴代プリキュアが総登場する。キュアブラックとキュアホワイトは声付きで登場する。

## その他の作品・番組
ハピネスチャージプリキュア!
2014年に放送された、プリキュアのテレビシリーズ第11作目。同作品のオープニング冒頭ではシリーズ10周年を記念して、歴代プリキュア33名が祝福のメッセージを述べるコーナーが設けられており、1話にキュアブラック、21話にシャイニールミナス、34話にキュアホワイトが登場した。
HUGっと!プリキュア
2018年に放送された、プリキュアのテレビシリーズ第15作目。第21・22・36・37話にキュアブラックとキュアホワイトが、また36・37話にシャイニールミナスも含めた3人がそれぞれゲストとして登場。
ひろがるスカイ!プリキュア
2023年に放送された、プリキュアのテレビシリーズ第20作目。第28話のエンディング映像冒頭にキュアブラックが登場。映像中盤に登場するミラーパッドの画面上にも、プリキュアへの変身バンクをハイライトで流す形で登場している。
キボウノチカラ〜オトナプリキュア'23〜
2023年10月から12月まで、NHK Eテレにて放送された、プリキュアシリーズ関連のテレビアニメ。第8話、第10話、第12話に雪城さなえが登場。第11話でキュアブラックとキュアホワイトが登場し、第12話ではシャイニールミナスも含めた3人が登場した。
グレーテルのかまど
NHK Eテレで放送されている、お菓子にまつわる物語と作り方を紹介する教養番組。2024年9月9日放送分「プリキュアのにがおえショートケーキ」にて、『Max Heart』第10話の内容を紹介するとともに、ヘンゼルこと瀬戸康史が同話数の作中に登場したショートケーキ作りに挑戦した。番組内ではこの他にも、プロデューサーの鷲尾天へのインタビューや他のシリーズ作品の紹介も行われた。

## 商品展開
音楽CD・映像ソフトの発売元はいずれもマーベラスエンターテイメント（現・マーベラス）。

### 音楽CD
販売元は放送時はバップ→ジェネオン・ユニバーサル・エンターテイメントジャパン（旧ジェネオンエンタテインメント）が手がけてきたが、2011年2月よりソニー・ミュージックディストリビューションに販売委託先が変更となったため、それに合わせて新規にリリースされている。

#### シングル
1. 『DANZEN! ふたりはプリキュア』（2004年3月24日、MJCG-83027） ※販売元：バップ
2. 『DANZEN! ふたりはプリキュア』（2004年9月24日、MJCD-23001） ※販売元：ジェネオン
3. 『DANZEN! ふたりはプリキュア(Ver. Max Heart)』（2005年2月25日、MJCD-23004）※販売元：ジェネオン
4. 『心のチカラ（マーベラスエンターテイメント版）』（2005年5月25日、MJCD-23005）
5. 『ワンダー☆ウインター☆ヤッター!!』（2005年11月23日、MJCD-23012）
6. 『ギャグ100回分愛してください（マーベラスエンターテイメント版）』（2005年11月23日、MJCD-23013）
7. 『DANZEN! ふたりはプリキュア』（2011年5月11日、MJSS-09009/MJSS-09007_8） ※販売元：ソニー・ミュージック
8. 『DANZEN! ふたりはプリキュア(Ver. Max Heart)』（2011年5月11日、MJSS-09012/MJSS-09010_11） ※販売元：ソニー・ミュージック

#### アルバム
1. 『ふたりはプリキュア ボーカルアルバム DUAL VOCAL WAVE! 〜ありったけの笑顔で〜』（2004年9月24日、MJCD-20010）
2. 『ふたりはプリキュア CDドラマシリーズ ふたりでプリドラNo.1 ぶっちゃけお江戸でござる!?』（2004年10月22日、MJCD-20015）
3. 『ふたりはプリキュア CDドラマシリーズ ふたりでプリドラNo.2  マジしんどい!雪は招くよ嵐を呼んで!?』（2004年12月22日、MJCD-20017）
4. 『ふたりはプリキュア ボーカルアルバム2 VOCAL RAINBOW STORM!! 〜光になりたい〜』（2004年12月22日、MJCD-20020）
5. 『ふたりはプリキュア Max Heart キャラクターミニアルバム 美墨なぎさ(キュアブラック)』（2005年7月22日、MJCD-20033）
6. 『ふたりはプリキュア Max Heart キャラクターミニアルバム 雪城ほのか(キュアホワイト)』（2005年7月22日、MJCD-20034）
7. 『ふたりはプリキュア Max Heart キャラクターミニアルバム 九条ひかり(シャイニールミナス)』（2005年8月24日、MJCD-20035）
8. 『ふたりはプリキュア 1st Year キャラクター&キャラソンベスト』（2005年9月22日、MJCD-20028）
9. 『ふたりはプリキュア Max Heart VOCAL アルバム EXTREME VOCAL LUMINARIO!! 〜同じ夢見て〜』（2005年10月21日、MJCD-20040）
10. 『ふたりはプリキュア Max Heart Vocal アルバムII 〜「あ」から始まる愛コトバ〜』（2005年12月22日、MJCD-20045）
11. 『ふたりはプリキュア Max Heart ボーカルベスト!!』（2006年5月25日、MJCD-20059）
12. 『ふたりはプリキュア メモリアル ボーカル セレクション』（2011年7月20日、MJSA-01009） ※販売元：ソニー・ミュージック
13. 『ふたりはプリキュア Max Heart メモリアル ボーカル セレクション』（2011年7月20日、MJSA-01010） ※販売元：ソニー・ミュージック

#### サウンドトラック
1. 『ふたりはプリキュア プリキュア・サウンド・スクリュー! オリジナル・サントラ1』（2004年9月24日、MJCD-20011）
2. 『ふたりはプリキュア プリキュア・サウンド・セラピー!!オリジナル・サントラ2』（2005年1月26日、MJCD-20022）
3. 『映画 ふたりはプリキュア MAX Heart Music Line オリジナル・サントラ』（2005年5月25日、MJCD-20030）
4. 『映画 ふたりはプリキュア Max Heart2 雪空のともだち オリジナル・サウンドトラック』（2005年12月22日、MJCD-20042）
5. 『ふたりはプリキュア Max Heart オリジナル・サウンドトラック プリキュアサウンドスクリュー! Max!!Spark!!』（2006年1月25日、MJCD-20048）

### 映像ソフト化
販売元はBD-BOXのみハピネット・メディアマーケティング、それ以外はポニーキャニオン。
- 第1シリーズはビデオ（VHS, セル・レンタル共通）がリリースされている。2004年8月18日から2005年8月18日にDVDが発売。ビデオ、DVD共に同一収録内容で全13巻（各巻4話、第11巻以降は各巻3話収録）。2011年2月2日・3月2日にはシリーズ初のDVD-BOXが全2巻、2020年2月26日には全49話を約260分に再編集した2枚組総集編DVD/Blu-ray『ふたりはプリキュア総集編〜ぶっちゃけ、ありえな〜い!? 2020edition〜』がそれぞれ発売された[42]。2023年6月28日にはシリーズ開始20周年を記念し、本編映像をHDリマスターして収録したBD-BOX『ふたりはプリキュア〜20th LEGENDARY BOX〜』が発売された[43]。
- 「Max Heart」は2005年9月21日から2006年8月18日にDVD発売。全12巻（各巻4話、最終12巻のみ3話収録）。ビデオ（VHS、セル・レンタル共通）については2巻、8話までで打ち切られた。2011年12月21日・2012年1月18日にはDVD-BOXが全2巻、2021年6月16日には全47話を約310分に再編集した2枚組総集編DVD/Blu-ray『ふたりはプリキュアMaxHeart総集編 ありがとう＆あいしてる 〜2021edition〜』がそれぞれ発売された[44]。2023年7月26日にはシリーズ開始20周年を記念し、本編映像をHDリマスターして収録したBD-BOX『ふたりはプリキュア Max Heart〜20th LEGENDARY BOX〜』が発売された[43]。

### 書籍

#### アニメブック
- 『ふたりはプリキュア ビジュアルファンブックVol.1』 （講談社、2004年10月30日発行） ISBN 4-06-314659-6
- 『ふたりはプリキュア ビジュアルファンブックVol.2』 （講談社、2005年4月23日発行） ISBN 4-06-314660-X
  - 『ふたりはプリキュア ビジュアルファンブック 復刻改訂版』（講談社、2023年4月12日発行） ISBN 978-4-06-530684-0：上記2冊を1冊にまとめ直した上でインタビューなどを追加収録[45]。
- 『ふたりはプリキュア マックスハート ビジュアルファンブックVol.1』 （講談社、2005年10月8日発行） ISBN 4-06-314663-4
- 『ふたりはプリキュア マックスハート ビジュアルファンブックVol.2』 （講談社、2006年5月12日発行） ISBN 4-06-314665-0

#### 小説
いずれも講談社キャラクター文庫から発行の、本作品を元にしたノベライズ作品。原作：東堂いづみ、著：鐘弘亜樹（無印）→井上亜樹子（MH）、イラスト：稲上晃。2023年2月8日にはシリーズ20周年を記念した新装版が発売。
小説 ふたりはプリキュア（2015年9月16日発売）ISBN 978-4-06-314872-5 / 新装版 ISBN 978-4-06-530781-6
なぎさとほのかの周囲でおこったある出来事と、その60年前にさなえとミップルとの間に起きた出来事とを織り交ぜながら描く。
小説 ふたりはプリキュア マックスハート（2017年10月17日発売）ISBN 978-4-06-314882-4 / 新装版 ISBN 978-4-06-530781-6
ラクロス部のキャプテンとなったなぎさ、科学部の部長となったほのか、タコカフェを手伝いながらも自分の存在に確証が持てないひかり、3人それぞれが日常を過ごす中で、物が増えたり消えたりする現象が起こりだし、3人はそれに巻き込まれることになる。

#### 画集
『稲上晃 東映アニメーションワークス』（一迅社、2016年1月23日発売）ISBN 978-4-7580-1478-6
本作品の2期分、それに次作『ふたりはプリキュア Splash Star』を始め、『夢のクレヨン王国』や『ねぎぼうずのあさたろう』など、稲上が東映アニメーションで関わった作品の版権イラストや設定資料、映画プリキュアオールスターズシリーズや『ハピネスチャージプリキュア!』10周年記念メッセージなどの原画、初期段階のラフ画などを収録した画集。

#### 設定資料集
- 『ふたりはプリキュア設定資料集』（ムービック、2004年4月発売）
- 『ふたりはプリキュアマックスハート設定資料集』（ムービック、2005年9月1日発売）

#### その他
ふたりはプリキュア名言集 わたしたちはぜったい負けない（編集・発行：講談社、2018年7月14日発行）ISBN 978-4-06-512303-4
シリーズ開始15年を記念し、放送当時作品を見て育ち、成長して現在大人になった少女達に向けて、作中の名台詞をアニメ画像や線画と合わせて紹介する。プロデューサーの鷲尾天の巻頭メッセージと主演声優の本名陽子・ゆかなのインタビューも収録。

### ゲーム

#### コンシューマーゲーム
ふたりはプリキュア ありえな〜い! 夢の園は大迷宮
バンダイより2004年12月9日発売のゲームボーイアドバンスソフト。
ふたりはプリキュア Max Heart マジ?マジ!?ファイトde IN じゃない
バンダイより2005年7月28日発売のゲームボーイアドバンスソフト。
ふたりはプリキュア Max Heart DANZEN! DSでプリキュア 力を合わせて大バトル!!
バンダイより2005年12月1日発売のニンテンドーDSソフト。

#### スマートフォンアプリ
プリキュア つながるぱずるん
2017年3月16日配信開始。サービス開始時点から本作品のプリキュア2人とシャイニールミナスが登場する。
事前登録者数に応じて配信開始時に特典をプレゼントするキャンペーンが開催され、目標達成で美墨なぎさと雪城ほのかのカードがプレゼントされた。また、Twitterの公式アカウントでは「公式Twitterはじめましてキャンペーン」が開催され目標達成し、ひかりのカードがプレゼントされた。
ぷよぷよ!!クエスト
セガが開発・配信・運営しているスマートフォン用パズルRPG。2023年に本作品とコラボレーションし、キュアブラック・キュアホワイト・シャイニールミナスなど本作品のキャラクターが登場する。
共闘ことばRPG コトダマン
MIXIが開発・配信・運営しているスマートフォン用パズルRPG。2024年7月よりプリキュアシリーズとのコラボを実施、本作品からキュアブラック・キュアホワイト・シャイニールミナス、メップル・ミップル・ポルン、ザケンナー、ジャアクキングが登場する。
LINE ポコポコ
LINEヤフーが配信・運営しているスマートフォン用パズルゲーム。2024年8月よりプリキュアシリーズとのコラボを実施、本作品からキュアブラック・キュアホワイト・シャイニールミナス、メップル・ミップル・ポルン・ルルンが登場する

#### オンラインゲーム
トキメキファンタジー ラテール
ゲームポットが運営するMMORPG。2010年8月4日から衣装の販売、クエストを開始した。
グランブルーファンタジー
Cygamesが開発・運営するソーシャルゲーム。2018年10月にコラボイベントが開催された。

#### トレーディングカードゲーム
プリズムコネクト
ムービックとエンスカイによるトレーディングカードゲーム。2011年12月9日よりスターターデッキとブースターパックが発売されている。

### フィギュア展開
固定フィギュアとしてはメガハウスより、放送期間中に「キューティーモデル」シリーズとして商品化された他、同社より「世界制服作戦」シリーズとしてベローネ学園の制服姿のなぎさとほのかが、2014年11月から12月にかけて発売された。また、バンダイコレクターズ事業部からはシリーズ15周年企画として、稲上晃描き下ろしイラストを元にしたビッグスケールサイズのフィギュア「新コンセプトモデルキュアブラック&キュアホワイト」の発売されている。
アクションフィギュアはシーエムズコーポレーションより、「グッとくるフィギュアコレクションシリーズ」としてMHの3人が2009年から2010年にかけて一般発売されており、後に限定モデルとして無印バージョンのブラックとホワイトもイベントや通販限定で発売された。メインスポンサーであったバンダイからも、S.H.Figuartsシリーズで商品化されており、2010年には無印バージョンのブラックとホワイトが一般店頭発売、2011年にはMHバージョンのブラックとホワイト、そしてシャイニールミナスが魂ウェブ商店限定として、それぞれ発売された。

### その他
ふたりはプリキュアオリジナルシューズ
以前よりプリキュアシリーズの子供向けキャラクターシューズを発売してきたアキレスによる女性向けパンプスで、キュアブラックとキュアホワイトそれぞれをイメージしたデザインの2種類が2015年8月よりアキレスWEBショップとプリキュア プリティストアで発売される。
ふたりはプリキュア×ハローキティ
プリキュアシリーズ15周年とハローキティの45周年の双方を記念してのコラボレーション企画で、サンリオの直営店・百貨店のサンリオコーナー・サンリオオンラインショップ・プレミアムバンダイでコラボグッズを発売する。キティとミミィがそれぞれキュアブラックとキュアホワイトの姿になり、キュアブラック・メップルとキュアホワイト・ミップルがそれぞれキティとミミィのリボンや猫耳を付けたイラストが用いられる。
ボボボーボ・ボーボボとのコラボレーション
本作品・シリーズ同様に東映アニメーション制作・テレビ朝日系で2003年11月より放送され、2023年11月に同じく放送開始20周年になるのを記念し、同年4月1日に主人公のボーボボたちがプリキュア風の姿になったコラボビジュアルを発表、ポップアップストアにおいてこのビジュアルを用いたグッズの販売を行った。

## その他
2014年1月に、プリキュアシリーズを使って振り込め詐欺を撃退したエピソードについて、キュアブラックを演じた本名陽子は「オレオレ詐欺を撃退！（中略）すごいね。引っかからなくてよかった」と称賛した。